# Noajismo

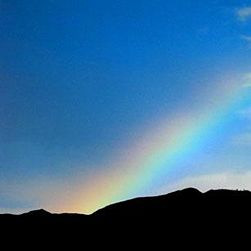
El arcoíris es el símbolo moderno del movimiento noájida

El noajismo es un movimiento religioso monoteísta del judaísmo para los Bnei Noaj (en hebreo: בני נח, ‘Hijos de Noé’ o ‘Noájidas’)  que establece como premisa fundamental la observancia de los Siete preceptos de las naciones, que según sus seguidores y el judaísmo rabínico, fueron entregados por Dios a toda la humanidad.   
Aunque no existe un cuerpo único que sistematice y fije el contenido dogmático del noajismo, su práctica se basa en las enseñanzas de la Torá, también llamada Pentateuco, compuesto por cinco libros. A su vez, la Torá es uno de los tres libros que conforman el Tanaj (o Antiguo Testamento), a los que se atribuye inspiración divina. La tradición oral denominada como Torá oral, también desempeña un papel importante. Según las creencias, fue entregada a Moisés junto con la Torá escrita y conservada desde su época y la de los profetas. La tradición oral rige la interpretación del texto bíblico, la codificación y el comentario. Esta tradición oral fue transcrita, dando nacimiento a la Mishná, que posteriormente sería la base del Talmud y de un enorme cuerpo exegético. Existiendo una codificación de la leyes noájidas en la Mishné Torá.   
El noajismo es reconocido por gran parte de las corrientes del judaísmo, como los ortodoxos, conservadores, reformistas y ultraortodoxos como un camino religioso paralelo al judaísmo para los gentiles. De acuerdo a las leyes judías, los gentiles —los no-judíos— no están obligados a convertirse al judaísmo, pero sí a observar los preceptos noájidas, de modo que se aseguren un lugar en el "Mundo Venidero", la recompensa final de los justos. Las consecuencias divinas por violar las leyes y preceptos están descritas en el Talmud. Sin embargo, en la práctica, las consecuencias están sujetas a la sociedad y sus cortes de justicia en general. Aquellos que se subscriben a dichas leyes son llamados Bnei Noaj (en hebreo: בני נח), ‘Hijos de Noé’ o ‘Noájidas’, que significa un gentil justo o justo entre las naciones (en hebreo: חסידי אומות העולם Jasidei Umot ha-Olam).  
Históricamente, el término hebreo Bnei Noaj se ha aplicado a todos los no judíos como descendientes de Noé. Sin embargo, hoy en día se usa principalmente para referirse específicamente a aquellos "Gentiles Justos" que observan las Siete Leyes de Noé. Las comunidades de noajidas se han extendido y desarrollado principalmente en Filipinas, India, Estados Unidos, América Latina, Reino Unido, Nigeria,  y Rusia.
Hasta 2018, más de 20.000 personas se registraron como noajidas. Según Brit Olam hasta el año 2020 habría más de 50.000 noájidas.
El movimiento noájida moderno fue fundado en la década de 1990 por rabinos ortodoxos de Israel, vinculado principalmente a Jabad-Lubavitch, Breslev, organizaciones religiosas sionistas, incluido el Instituto del Templo.

## Etimología
La palabra «Noájida» proviene del francés "Noahide", que hace referencia a los "Bnei Noaj" (en hebreo: בני נח, lit. Hijos de Noé).  
Noájida es un patronímico, que proviene de Noaj (en hebreo: נח Noé) + ida (hijo de), es decir "Hijo de Noé" o "descendiente de Noé".

## Contexto
Noájida: Es un término moderno para hacer referencia a quien sigue las creencias judías, sin ser judío; y acepta seguir los Siete preceptos de las naciones; es decir, a quienes desde la antigüedad eran denominados por los judíos (y los antiguos Israelitas) como Bnei Noaj, Jasidei Umot Ha-Olam, Yir'ei HaShem o Ger toshav. En la actualidad, el noájida que habita el Estado de Israel es denominado Ger Toshav. 
Bnei Noaj: Traducido como "Hijos de Noé" se refiere según esta creencia a todos descendientes de Noé, es decir a toda la humanidad, a la cual Dios encomendó la observancia de Siete preceptos de las naciones. Anterior al pacto divino con los Hijos de Israel (Bnei Yisrael), a quienes se encomendó el cumplimiento de 613 preceptos, sin embargo quien no sea parte del pueblo de Israel (actualmente denominados Judíos) debe continuar observando los Siete preceptos de las naciones. 
Jasidei Umot Ha-Olam: Traducido como "Justo entre las Naciones", se refiere a personas de confesión no judía o extranjeros, que merecen consideración y respeto por observar una conducta moral acorde con los Siete preceptos de las naciones, y a los que, según esta creencia, les espera una recompensa Divina en el "Mundo Venidero"
Yir'ei HaShem: Traducido como "Temerosos de Hashem", es una frase de la Biblia hebrea que hace mención a los no judíos que adoran únicamente al Dios de Israel. Mencionados como "Temerosos de Dios" o "Temerosos del Cielo" en la literatura clásica (griega, romana, judía), en los escritos cristianos de Hechos de los Apóstoles, e inscripciones en antiguas sinagogas descubiertas en Afrodisias, Panticapeo, Tralles, Sardis, Venosa, Lorium, Rodas, Deliler y Mileto. En griego eran denominados como Theosebians, Sebomenoi o Phobeomenoi.
Guer toshav: Traducido como "Extranjero residente", término halájico utilizado para designar a los noájidas que habitan en el Estado de Israel, antiguamente se  refería a un extranjero no-judío que habitaba la Tierra de Israel, el cual no deseaba convertirse en judío, pero deseaba habitar en la Tierra de Israel; aceptando las siete leyes de Noé de manera vinculante, en presencia de un tribunal rabínico. Recibiendo por parte del pueblo judío cierta protección legal y ciertos privilegios en la sociedad judía sobre el resto de extranjeros, como la obligación de prestarle ayuda cuando lo necesite, considerándolo Justo entre las Naciones. la observancia de las leyes noájidas le otorga un lugar en el "Mundo Venidero".

## Historia

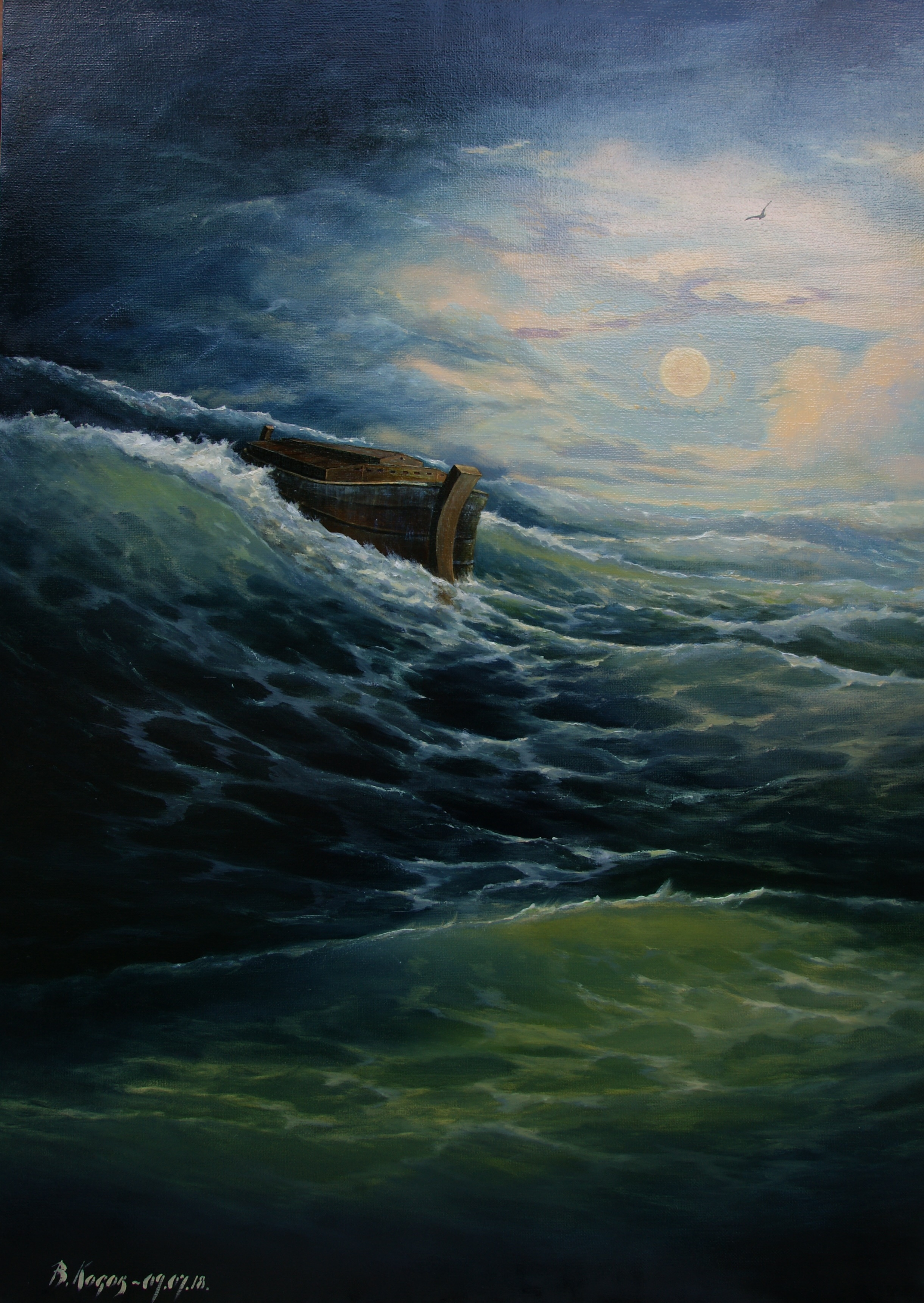
Ilustración del Arca de Noé durante el Diluvio.

### Tradición noájida
De acuerdo al Libro de Génesis, Noé y sus tres hijos, Sem, Cam y Jafet, sobrevivieron la gran inundación a bordo del arca, junto a sus esposas. Cuando Noé y su familia emergieron del arca en el Monte Ararat, Dios hizo un pacto con ellos Génesis 9:8-10 y todos los animales dentro de ella, que Él nunca destruiría el mundo de nuevo con agua de diluvio (Génesis 9:11), así que creó los arcoíris en el cielo como símbolo de dicha promesa.  

He aquí, establezco mi pacto contigo, y con tu simiente después de ti.
Genesis 9:9

Las historias descritas en Génesis 9 incluían solo los parámetros sobre el consumo de carne (Génesis 9:2-4), que los animales deben estar muertos antes de que la carne sea removida, y la prohibición y pena de muerte (Génesis 9:5-6), pero de acuerdo al Talmud, esta promesa incluye ahora los Siete Preceptos. Entonces, los B'nei Noaj - todos los seres humanos, descendientes de Noé - están sujetos a dichas leyes. Después Dios estableció leyes separadas y únicas al pueblo judío en el Monte Sinaí. 
Todas las personas no-judías son noájidas, pero es más apropiado el nombre para designar a las personas de entre las naciones que se reconocen como fieles y veneradores de Dios, aquellos que cumplen con los siete preceptos que HaShem ordenó al profeta Noé, según explica el libro del Génesis, y que posteriormente fueron desarrollados por los sabios judíos en el Talmud y en el Mishné Torá de Maimónides, en la actualidad se usa la palabra noájida para denominar a los seguidores del noajismo. Un noájida es una persona no judía que sigue los siete preceptos que Elohim entregó al profeta Noé.

### Antiguo Israel
El concepto de "gentiles justos" tiene precedentes en el antiguo Israel. En la Biblia hebrea, hace referencia que el estatus legal de guer toshav (hebreo: גר תושב, guer: "extranjero" + toshav: "residente" ) fue otorgado a aquellos gentiles (no-judíos) que vivían en la Tierra de Israel, aceptando las siete leyes de Noé de manera vinculante, en presencia de un tribunal conformado por tres rabinos. Recibiendo por parte del pueblo judío cierta protección legal y ciertos privilegios en la sociedad judía sobre el resto de extranjeros, como la obligación de prestarle ayuda cuando lo necesite. Este estatus legal dejó de ser utilizado tras la destrucción del Segundo Templo y la expulsión de los judios de Judéa, y reutilizado tras el establecimiento del Estado de Israel.
Se considera que los primeros "guer toshav" fueron los hijos de Jetró, quienes pertenecian a la tribu kenita, este pueblo acompañó al pueblo de Israel en el desierto en su travesía hacia Canaan, al establecerse en este territorio convivieron armoniosamente con los israelitas, alcanzando su mayor protagonismo en la época de los dos reinos, principalmente en el tiempo previo a la caída del Primer Templo a manos de los babilonios. Su rastro en la Biblia se pierde tras el retorno de los judíos del exilio babilónico.
En la biblia hebrea, hay cierto reconocimiento de la adoración monoteísta de los gentiles como dirigida hacia el Dios de los judíos. Siendo mencionados en el Salmo 115:11 como yir'ei HaShem / yir'ei Shamayim (en hebreo: יראי השם , que significa "Temerosos de Hashem" / "Temerosos del Cielo"). La categoría de Temeroso de Hashem se diferencia de los Ger Toshav, al no ser necesariamente extranjeros que habitan en la Tierra de Israel, como por ejemplo Naaman, un general arameo del reino de Aram Damasco, quien renuncia a su antiguo dios Rimón, reconociendo al Dios de los judíos como el único dios y posteriormente regresando a su tierra.

### Imperio romano

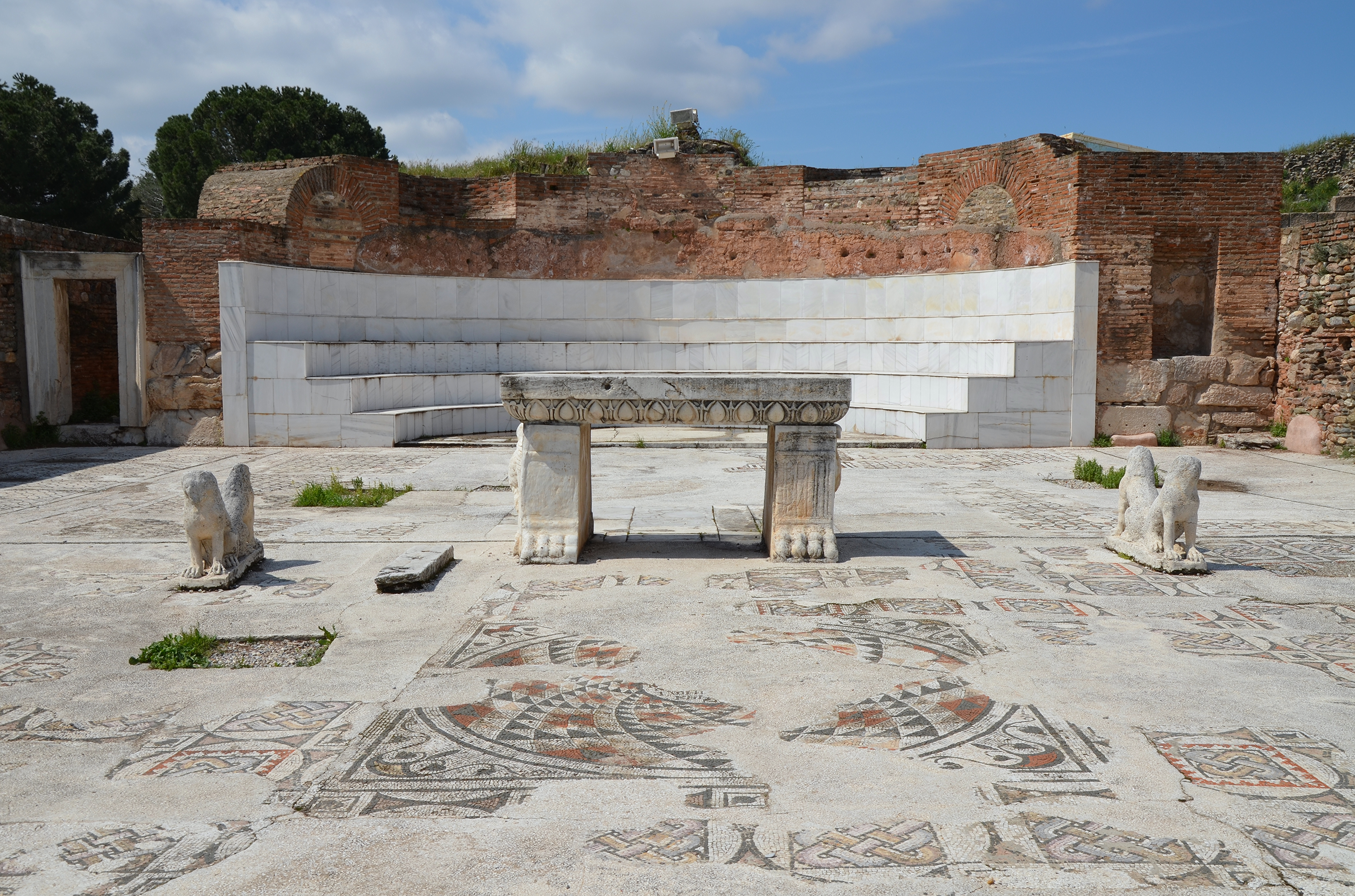
La sinagoga de Sardes (Turquía) tuvo una gran comunidad de los "temerosos de Dios".

Flavio Josefo, Filón de Alejandría, así como la literatura rabínica, registran que durante el dominio del Imperio romano, conforme lo judíos emigraban y se asentaban en las provincias romanas del Imperio, cierto número de paganos comenzaron a aceptar la fe de la Torá, algunos se convertian al judaísmo, mientras que otros eran parte de estas comunidades aceptando las siete leyes de Noé a quienes se los denominaba como "temerosos de Dios" (en griego: φοβούμενοι τὸν Θεόν , phoboumenoi ton Theon ).
En los primeros escritos cristianos se utilizan los términos griegos "temerosos de Dios" para denominar a los no-judíos o gentiles que seguían la fe de judaísmo, los cuales son mencionados en Hechos de los Apóstoles.

Entonces Pablo se puso de pie, y haciendo señas con la mano dijo: "Varones israelitas, y los que teméis a Dios, escuchad".
Hechos 13:16

Hermanos, hijos del linaje de Abraham, y los que entre vosotros teméis a Dios (ἐν ὑμῖν φοβούμενοι τὸν θεόν), a nosotros se nos ha enviado el mensaje de esta salvación.
Hechos 13:26

Alrededor del año 170 de la Era común, un gobernador romano de la provincia de Judea, llamado Antonino Pío fue un estudiante secreto del rabino Yehuda HaNasí, con quien sostuvo una amistad fue muy conocida y respetada, la cual es descrita en el Talmud (Avoda Zara 10a-b).

### Arabia
En el Corán se hace mención a personas que renunciaron a la idolatría y mantenían principios básicos quierenes eran denominados como "hanif" (en árabe: حنيف , ḥanīf ); monoteístas que no se consideraban judíos, ni cristianos, ni musulmanes. Se considera a los hanif como la religión monoteísta innata que "no asocia" a Dios con otras deidades, ni astros, ni ídolos.

¡Profesa la religión como hanif, según la naturaleza primigenia que Dios ha puesto en los hombres! No cabe alteración en la creación de Dios. Esa es la religión verdadera, pero la mayoría de los hombres no lo saben.
Corán 30:30

En la edad temprana del Islam se hace mención de un hanif llamado Abū 'Amar 'Abd Amr ibn Sayfī, líder de la tribu árabe Banu Aws en Medina, quien en un principio contribuyó con la construcción de la Mezquita de Medina menicionado en el versículo coránico 9:107, posteriormente se convirtió en un opositor del Islam tras la expulsión de los judíos de la tribu Banu Nadir —quienes fueron expulsados de Medina al negarse a convertirse al Islam—, refugió a algunos judíos que eran perseguidos por Mahoma y se alió con la tribu árabe Quraysh, combatiendo a los musulmanes Batalla de Uhud.
Según fuentes chiitas la tribu de Banu Aws era una tribu judía, sin embargo otras fuentes indican que eran árabes monoteístas (hanif). En un inicio eran una tribu cliente de la tribu judía Banu Qurayza, posteriormente se independizaron y se mantuvieron como aliados de los judíos.

### Al-Ándalus

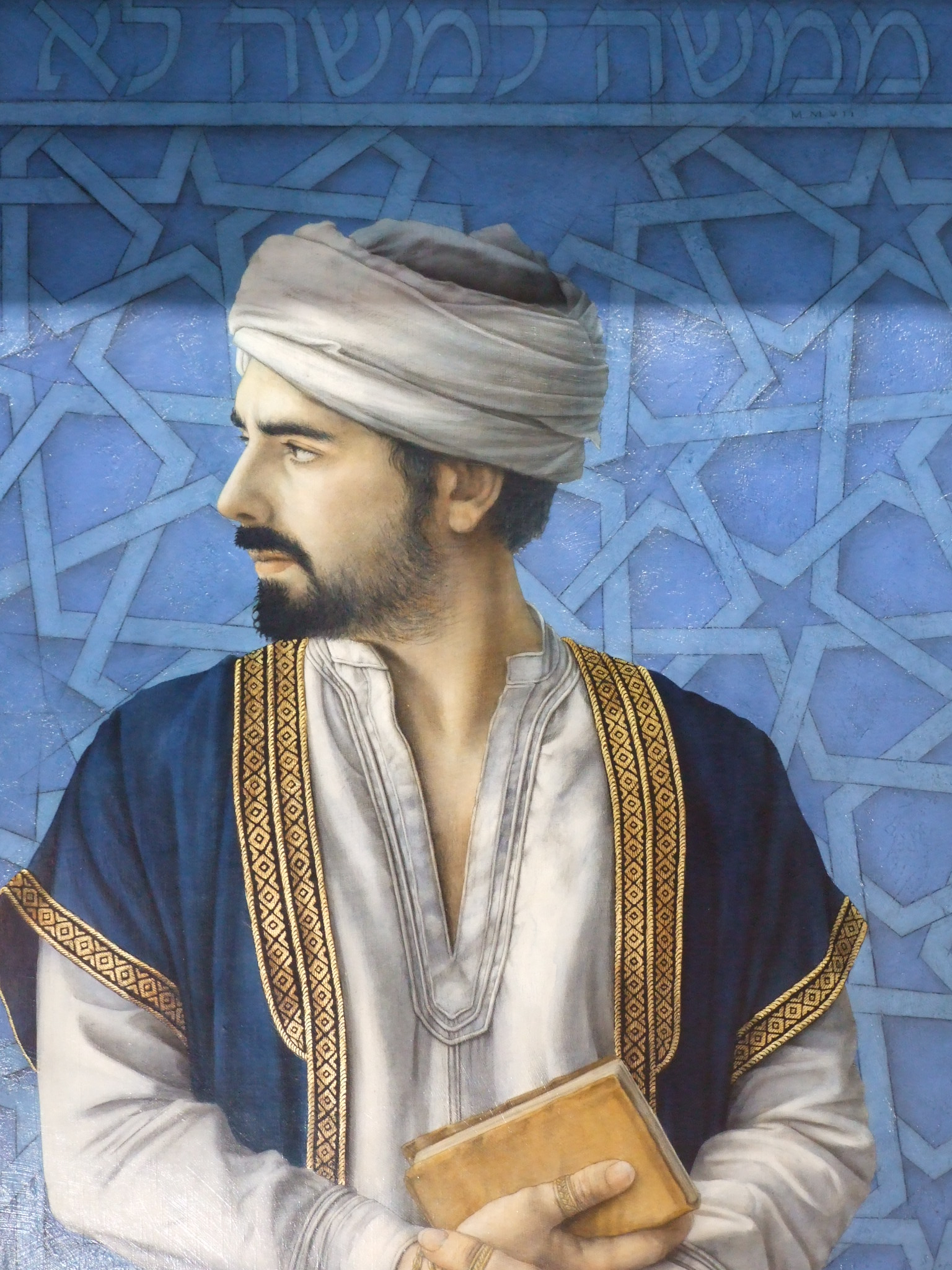
Retrato de Maimónides por José Luis Muñoz, 2006.

Durante la Edad de oro de la cultura judía en Al-Ándalus, el rabino Maimónides coleccionó todas las decisiones talmúdicas y de la halajá de sus tiempos (cerca de 1135 d. C.) y las inscribió en su obra "Mishné Torá "; adicionalmente a las leyes judías y sus explicaciones, las leyes de Noé también estaban coleccionadas dentro de sus explicaciones en Sefer Shoftim (Libro de Jueces), en su última sección denominada Hilchot Melachim U'Milchamot ("Las Leyes de los reyes y Guerras") 8:9-10:12. Algunos detalles de estas leyes también se pueden encontrar en la literatura de Midrash.

### Renacimiento
Hugo Grocio y John Selden, grandes juristas del renacimiento, desde los cuales comienza el humanismo secular, se basaron en las leyes noájidas para establecer doctrinas legales fundamentales que han inspirado los ideales del pensamiento occidental “secular” hasta el presente.Grocio, escribió en su libro "De jure belli ac pacis" (Sobre los derechos de la guerra y la paz), donde describe al gentil justo como lo hacen los textos hebreos. Por otro lado Selden, escribió un libro sobre las leyes de Noé, llamado "de jure naturali et gentium" (en la ley natural y gentiles).

### Tiempos modernos

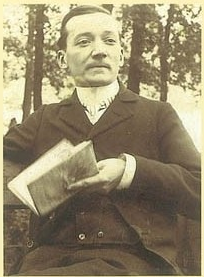
Aimé Pallière, primera persona en denominarse como "noájida".

El Movimiento Noájida surgió en la década de 1860, en Europa Occidental, en base al concepto de la palabra "noájida" que hace referencia a los no-judíos que aceptaban seguir las Leyes de Noé. Este concepto fue desarrollado por el rabino italiano Elijah Benamozegh, en su libro "Israel y la humanidad".
Entre 1920 y 1930, el escritor francés Aimé Pallière, discípulo de Elijah Benamozegh, adoptó las leyes de Noé, posteriormente se dedicó a difundir la doctrina noájida por toda Europa. También fue presidente de la Unión Universal de la Juventud Judía dedicandose a rejudaizar a los judíos franceses que hubieran perdido la fe o estuvieran perdiendo las consumbres judías, también promovio la creación del Fondo Nacional Judío con la finalidad de la crear en un futuro un Estado Judío.
Entre los años 50 y 60 del siglo XX, comenzó a desarrollarse en Estados Unidos un movimiento noájida, liderado por Vendyl Jones, los cuales buscaban recibir orientación espiritual del pueblo judío sobre cómo vivir de acuerdo a la voluntad del Dios de Israel, sin convertirse al judaísmo.       
Desde la década de 1990, rabinos ortodoxos sobre todo afiliados a Jabad-Lubavitch y Breslev, también organizaciones religiosas sionistas, incluido el Instituto del Templo han empezado a difundir las siete Leyes de Noé, así como brintar tutoria a las comunidades noájidas que se han ido conformando con el tiempo.       
Según Rachel Z. Feldman, antropóloga estadounidense y profesora asistente de estudios religiosos en Dartmouth College, muchos de los rabinos judíos ortodoxos involucrados en la tutoría a noájidas son partidarios del movimiento del Tercer Templo que creen que la era mesiánica comenzará con el establecimiento de un estado teocrático judío en Israel, apoyado por comunidades noájidas de todo el mundo.

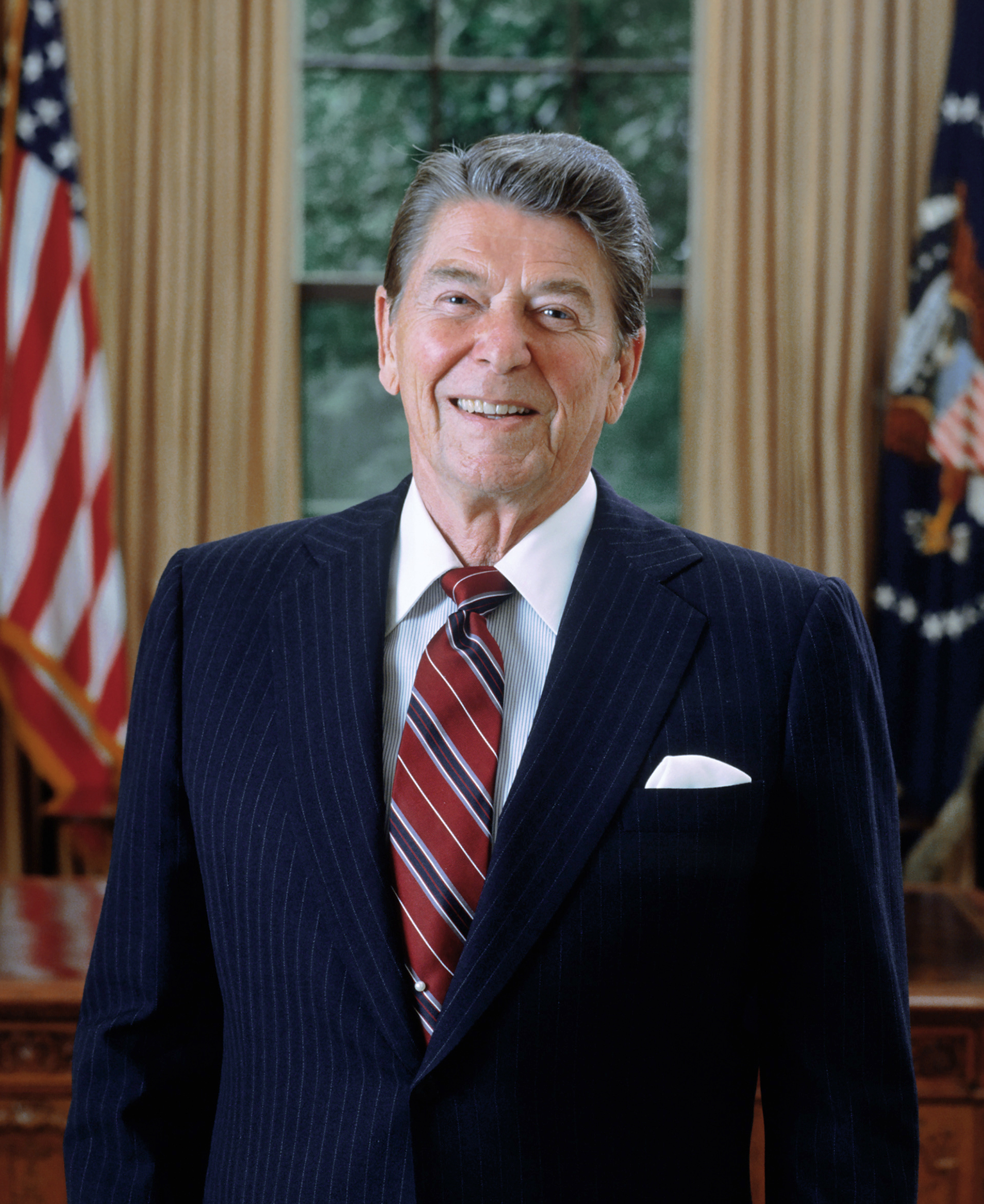
Ronal Reagan, 40° presidente del los Estados Unidos.

En 1982, el entonces presidente de Estados Unidos, Ronal Reagan emitió la Proclamación 4921 en la cual se estableció el 4 de abril de 1982 como "Día Nacional de Reflexión" en conmemoración al cumpleaños 80 del Rebe de Lubavitch.

El trabajo del Rebe Lubavitch se destaca como un recordatorio de que el conocimiento es una meta indigna a menos que vaya acompañado de sabiduría y comprensión moral y espiritual. Ha proporcionado un ejemplo vívido de la validez eterna de las Siete Leyes Noé, un código moral para todos nosotros, independientemente de nuestra fe religiosa.
Ronal Reagan, Proclamación 4921

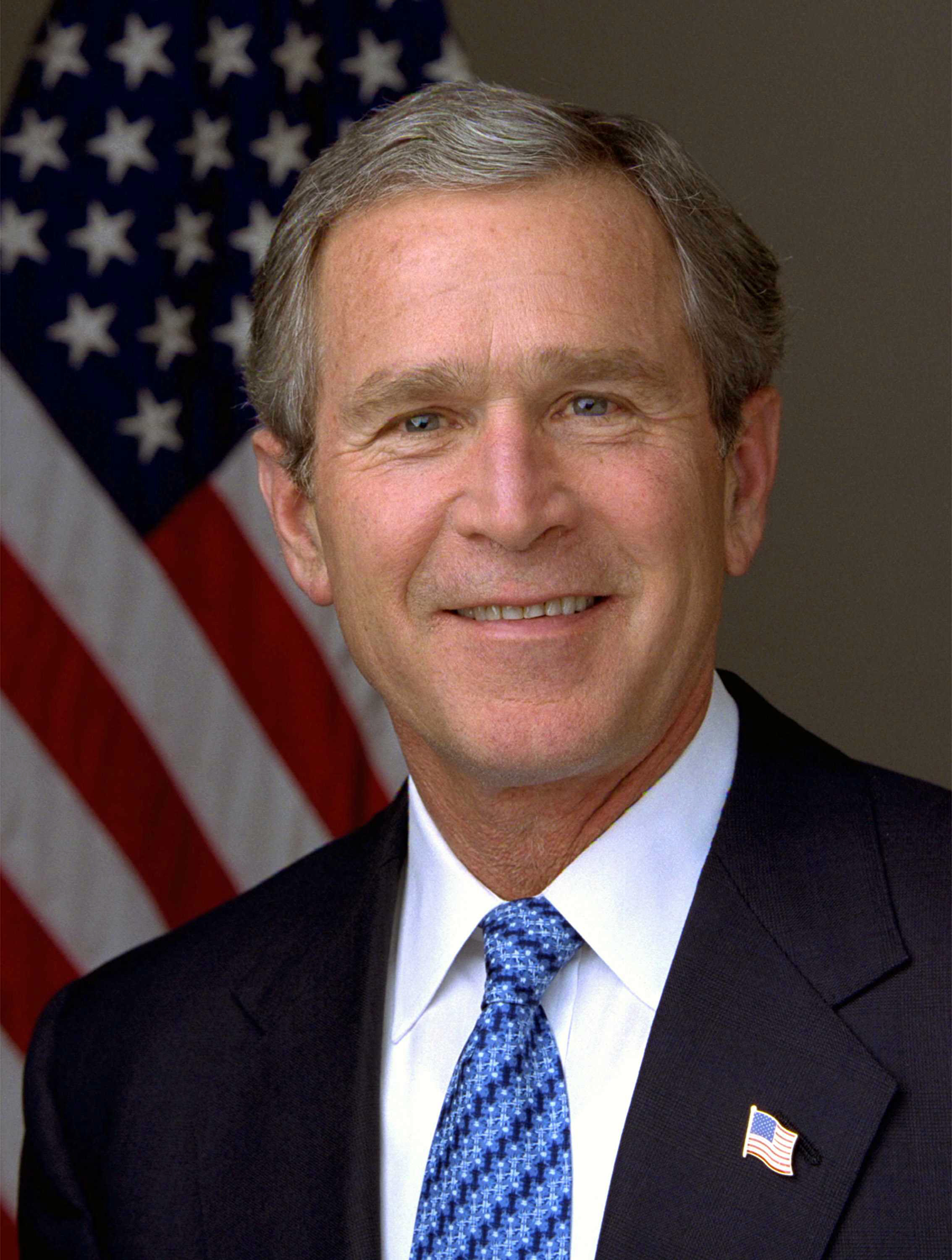
George Bush, 43° presidente de los Estados Unidos.

En 1989, George Bush emitió la Proclamación 5956 en la cual mencionó lo siguiente:

Los valores éticos son la base de la sociedad civilizada. Una sociedad que no los reconoce ni se adhiere a ellos no puede perdurar.

Los principios de conducta moral y ética que han formado la base de todas las civilizaciones nos llegan, en parte, de las centenarias Siete Leyes de Noé. Las Leyes de Noé son en realidad siete mandamientos dados al hombre por Dios, tal como están registrados en el Antiguo Testamento. Estos mandamientos incluyen la prohibición del asesinato, el robo, el adulterio, la blasfemia y la avaricia, así como el orden positivo de establecer tribunales de justicia.

A través del liderazgo del rabino Menachem Schneerson y el movimiento mundial Lubavitch, la Ley Noé – y las normas de conducta debidamente derivadas de ella – se han promulgado en todo el mundo.
George Bush, Proclamación 5956

En 1991, mediante una resolución conjunta de las cámaras del Congreso de los Estados Unidos, emitieron la siguiente proclamación: 

Considerando que el Congreso reconoce la tradición histórica de valores y principios éticos que son la base de la sociedad civilizada y sobre la cual se fundó nuestra gran Nación;

Considerando que estos valores y principios éticos han sido la base de la sociedad desde los albores de la civilización, cuando fueron conocidos como las Siete Leyes Noájidas;

Mientras que, sin estos valores y principios éticos, el edificio de la civilización está en grave peligro de volver al caos...

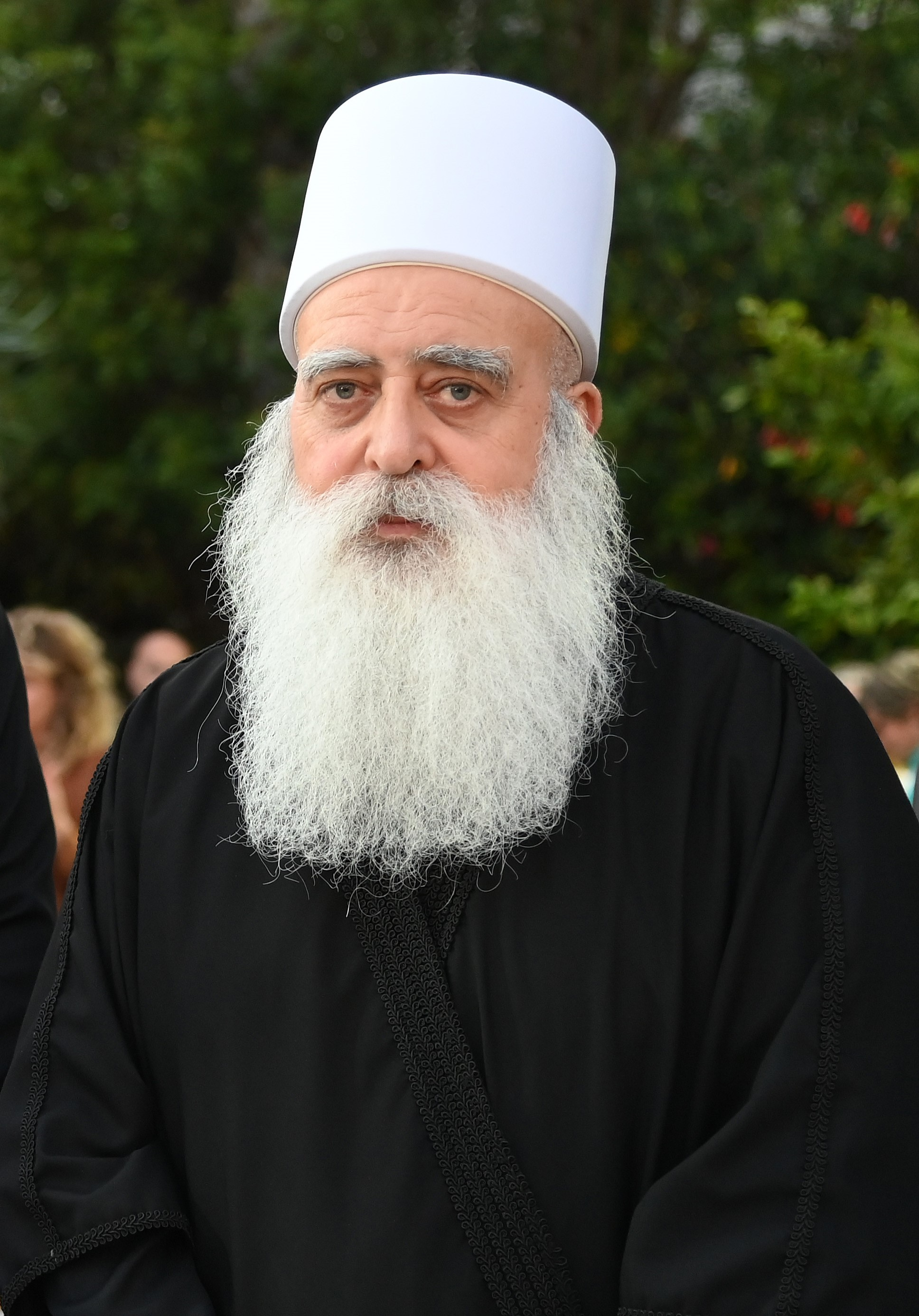
Mowafaq Tarif, Jeque y líder espiritual de los drusos en Israel.

En enero de 2004, el líder espiritual de la comunidad drusa en Israel, Sheikh Mowafaq Tarif, se reunió con un representante de la organización judía Jabad-Lubavitch para firmar una declaración en la que llamaba a todos los no-judíos que habitan en Israel a observar las Leyes de Noé; el alcalde de Galilea y de la ciudad árabe de Shefa-'Amr también firmaron el documento. La declaración incluye el compromiso de hacer un "...mundo mejor y más humano basado en las Siete Leyes de Noé y los valores que representan, ordenados por el Creador a toda la humanidad a través de Moisés en el Monte Sinaí".

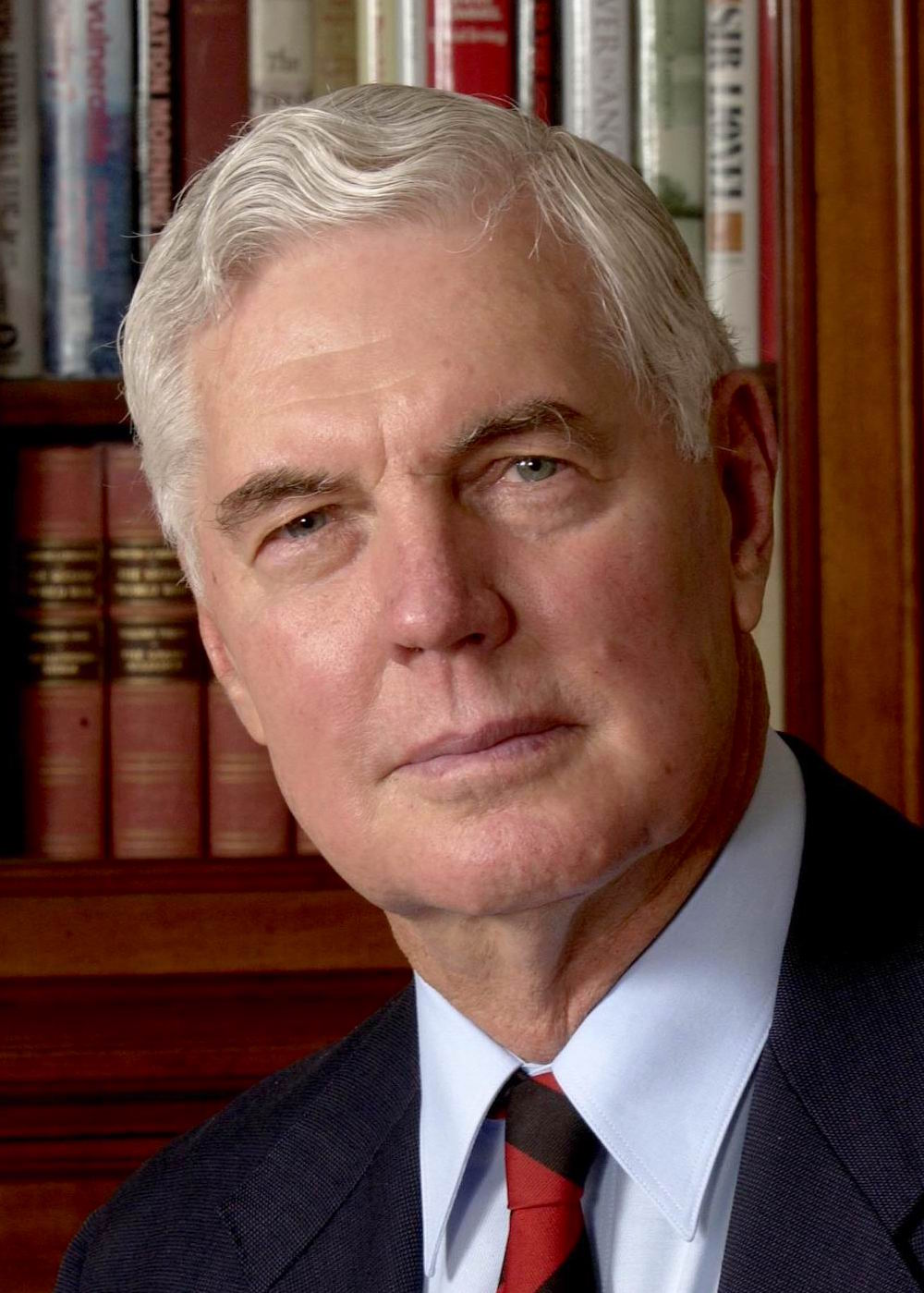
Michael Jeffery, gobernador general de Australia (2003-2008).

En 2008, el gobernador de Australia, el General de División Michael Jeffery, quien escribió: “las Siete Leyes Noájidas... o principios éticos, se aplican a todos los problemas contemporáneos y, por lo tanto, desempeñan un papel importante en nuestra vida cotidiana”. Asimismo, en el año 2012, Jeffery recibió una declaración de reconocimiento por parte del rey Mohammed VI de Marruecos por sus esfuerzos para establecer cuál es la raíz noájida de la “contribución universal de las religiones abrahámicas” y “llenar el vacío entre las religiones y las civilizaciones”. Más recientemente, el autor se comprometió a escribir un breve manual titulado An Education in a Shared Ethic, en el que los eruditos cristianos y musulmanes principales afirman que constituyen una ética común del judaísmo, el cristianismo y el islam. Los valores sobre los que se llegó a un acuerdo fueron esencialmente aquellos incorporados en las leyes noájidas. En 2014, Jeffery recibió una carta de Herman Van Rompuy, Presidente de la Unión Europea, en la que escribió:

Valores compartidos, leyes compartidas reiteradas para toda la humanidad en el Sinaí... Me siento especialmente honrado de agregar mi nombre a la causa de la difusión de los valores universales conocidos como las leyes noájidas

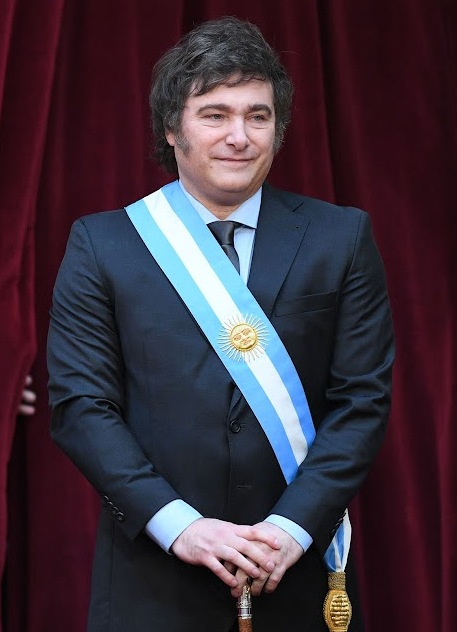
Javier Milei, primer presidente noájida.

En 2023, Javier Milei fue electo como presidente de Argentina, convirtiéndose en el primer presidente reconocido como noájida, perteneciente a la línea de Jabad, quien tras confirmarse su victoria realizó un viaje a Nueva York para rezar en la tumba del rabino Rebe de Lubavitch. 

## Conversión

### Declaración noájida (kibul)
No se requiere de ceremonias de iniciación para que alguien pase a ser considerado noájida, pues, inicialmente, el Talmud entiende el término noájida como aplicable a toda persona que no es parte de Israel. Sin embargo, existe un proceso de formalización a través del cual los aspirantes deben presentarse ante un tribunal rabínico conformado por tres rabinos para declarar la aceptación y comprometerse a cumplir las leyes de Noé. Esta declaración le concede al declarante no-judío el título de "justo de las naciones", otorgándole ciertos derechos como la posibilidad de residir en la Tierra de Israel, bajo el título de “Guer Toshav" ("Forastero residente”). Cabe señalar que, según algunos rabinos, hoy en día, dicha declaración tiene un carácter simbólico. Por otro lado, autoridades rabínicas como el rabino Oury Cherki y el Gran Rabinato reconocen la vigencia de dicho estatus jurídico. Así, en 2014, el Gran Rabinato confirió a una persona el título de guer toshav por primera vez en 2.500 años.

## Fundamentos
Estos son algunos de los principios sobre los que se basa la fe noájida o que la caracterizan:
- La fe monoteísta en Hashem, como creador del universo, compartiendo la concepción de Dios con el pueblo judío. Con la creencia que existe un pacto entre Dios y la humanidad, el pacto con Noé en el monte Ararat, el cual Dios se comprometió a que nunca más destruiría  el mundo de nuevo con agua de diluvio, así creó el arcoíris en el cielo como símbolo de dicha promesa, por la cual Noé y su familia se comprometieron a guardar los siete preceptos.
- El fundamento que cada pueblo debe mantener su esencia, sus costumbres y tradiciones, arrancando la idolatría de sus vidas, siguiendo además, principios funamentales como no blasfemar contra Dios, no robar, no asesinar, no mantener relaciones ilícitas, no cometer crueldad contra los animales y establecer tribunales de justicia.
- La creencia de que existen dos caminos para llegar a Dios, un camino para las naciones que es el noajismo y otro camino para el pueblo judío. Por lo que existe la creencia de que Dios creó a cada persona para cumplir funciones diferentes, por lo que existen preceptos para toda la humanidad, otros preceptos exclusivos para los judíos (y levitas).
- La creencias noajidas, se basan en el Tanaj (lo que los cristianos denominan como Antiguo Testamento), compendio de 24 libros que cuenta la historia de la humanidad y de los judíos, desde la Creación hasta la construcción del Segundo Templo, e incluye también preceptos religiosos, morales y jurídicos; filosofía, profecías y poesía, entre otros. Sus cinco primeros libros, en conjunto conocidos como "la Torá" o "Pentateuco", son considerados escritos por inspiración divina, y por ende, sagrados. Los preceptos noájidas son comentados, explicados, ampliados e implementados por las diferentes exégesis que plasmaron por escrito las tradiciones orales: la Mishná, el Talmud y la Mishné Torá.

### Preceptos en la Biblia
Según la tradición teológica judía, de los siete preceptos universales, cinco fueron entregados inicialmente a Adán,el primer hombre, siendo:
- No idolatría: Génesis 2:16 declara: “Y el Señor Dios ordenó al hombre, diciendo…”. Según la tradición judía la prohibición de la idolatría se encuentra codificado en este versículo.[39]
- No blasfemar: Levítico 24:10-17 relata el incidente de un judío que violó el mandato de Éxodo 22:27 y blasfemó con ira. Allí Levítico 24:15 dice: “‘ish ish (en hebreo: cualquier hombre) que maldiga a su Dios llevará su pecado”.  Es ahí que los tratadistas del Talmud concluyen que la doble expresión de ‘ish ish’ (que, literalmente, significa ‘un hombre, un hombre’) Significa que está incluida toda la humanidad, tanto judíos como no-judíos.[40]
- No robar: La prohibición del robo está contenida en Génesis 2:16, en el cual Dios otorgó a Adán y Eva el permiso para comer de los árboles del jardín. Según la tradición judía, esto implica que si no se hubiera otorgado el permiso, se les habría prohibido hacerlo porque la propiedad no les pertenecía.[39] Esto se aplicaba específicamente al fruto del Árbol del “Conocimiento del Bien y del Mal” que les estaba prohibido tomar, bajo pena de muerte.[41] Este mandamiento fue citado explícitamente por Abraham.[42]
- No asesinar: El edicto contra el asesinato, y el castigo por esta transgresión, se declara en Génesis 9:5-6: “Y, sin embargo, la sangre de las almas de ustedes reclamaré; de manos de todo animal la reclamaré. Y de manos del hombre, de manos el hermano de cada hombre reclamaré el alma del hombre. El que vierta la sangre del hombre, por el hombre su sangre será vertida, pues a imagen de Dios hizo al hombre”.
- No relaciones sexuales ilícitas: Cinco de los seis tipos de relaciones sexuales prohibidas por Dios a la humanidad están expuestos en Génesis 2:24: “Por lo tanto, un hombre dejará a su padre y a su madre y se aferrará a su esposa, y se convertirán en una sola carne”. Este versículo prohíbe explícitamente las relaciones de un hombre con su madre, con una mujer que alguna vez haya sido la pareja doméstica o la esposa certificada de su padre, con una mujer que actualmente es pareja doméstica o esposa certificada de otro hombre, y con otro hombre. También prohíbe las relaciones de un hombre o una mujer con un animal. También se prohíbe tener relaciones con su hermana materna, lo cual se aprende de Génesis 20:13: “Además, ella es realmente mi hermana, la hija de mi padre, aunque no la hija de mi madre; y ella se convirtió en mi esposa”. Según la tradición judía, Abraham dijo esto para apaciguar a Abimelec. En realidad, solo era figurativamente cierto en su caso, ya que Sara era la hija del hermano de Abraham. Así que tenían el mismo abuelo paterno, a quien la gente a menudo se refería como “padre”. También fue universalmente aceptado que se incluyeran las relaciones padre-hija, como lo demuestra la desgracia de Lot después de que tuvo relaciones con sus dos hijas, después de la destrucción de Sodoma y Gomorra.[43] Además de la abominación de las relaciones de un hombre con un hombre, las relaciones de una mujer con una mujer también son una abominación a Dios, que se aprende del hecho de que ambos están incluidos en los temas del versículo Levítico 18: 3, que habla en contra de las prácticas inmorales de los antiguos egipcios y cananeos, y al que Levítico 18:30 se refiere como “tradiciones abominables”. El Midrash (Sifrá) nombra específicamente este tipo de relaciones consideradas abominaciones: “Un hombre se casaría con un hombre, una mujer se casaría con una mujer y una mujer se casaría con dos hombres”.

La violación de estos preceptos por parte de la humanidad conllevó al castigo del diluvio.
En Génesis 9:8-10, se menciona que tras el diluvio, Noé junto a su familia emergieron del arca, tras ello, Dios hizo un pacto con ellos, que Él nunca destruiría el mundo de nuevo con agua de diluvio. En este pacto se le encomendo a Noé guardar dos nuevos preceptos además de los cinco preceptos entregados previamente a Adan:
- No comer partes de un animal con vida: En un inicio, Adán y Eva no tenían permiso de matar animales para alimentarse, y esto permaneció vigente hasta después del Diluvio. Dios permitió que Noé y su familia comieran carne por primera vez después de que abandonaron el Arca, por lo que Dios en ese momento agregó el mandamiento que prohíbe comer carne que fue cortada de un animal vivo. Este mandamiento dado a Noé se registra en Génesis 9:4: “Pero la carne, con su alma [que está en] su sangre, no comerás”.
- Establecer cortes de verdad y justicia: Dios le ordena a Noe establecer cortes de verdad y justicia, estableciente así el séptimo mandamiento con respecto al juicio y el castigo de un asesino, como dice en Génesis 9:6, “Quien derrama la sangre del hombre, por el hombre su sangre será derramada…” Esto se refiere a un mandamiento a Noé para juzgar y penalizar a un asesino. Los sabios del Talmud explican: “Quien derrama la sangre del hombre” (refiriéndose al asesino), “por el hombre” (es decir, debe ser procesado en un tribunal por un hombre calificado), “su sangre será derramada” (si es declarado culpable, es responsable de la pena capital por el tribunal). Este mandamiento a diferencia de los anteriores, los cuales son mandamientos de cumplimento personal solo se puede llevar a cabo estableciendo un pacto social para establecer un sistema judicial y poder punitivo.

#### Preceptos noájidas
Los noájidas creen que solo están obligados a seguir los siete mandamientos o preceptos siguientes:
1. No practicar la idolatría
2. No blasfemar
3. No robar
4. No asesinar
5. No mantener relaciones sexuales ilícitas
6. No comer partes de un animal con vida
7. Establecer cortes de verdad y justicia

Además de los Siete preceptos de las naciones, los noájidas pueden añadir otros preceptos de tipo prohibitivo, detalladas en la Mishné Torá, pero está prohibido realizar los que están prescritos únicamente para los judíos:
- Observar el Shabat a la manera de los judíos (descansando de las acciones que fueron necesarias para la construcción del Tabernáculo durante el Éxodo de Egipto).
- Observar las festividades judías a la manera de los judíos (descansando de forma similar al Shabat).
- Estudiar aquellas partes de la Torá que no se aplican al servicio noájida para con Dios.
- Escribir un rollo de Torá (los Cinco Libros de Moisés) o recibir una aliyá a la Torá (i.e., leer una porción de la Torá en una reunión pública).
- Hacer, escribir o vestir tefilín, las filacterias que se usan durante el rezo (judío) y que contienen porciones de la Torá.
- Escribir una mezuzá, un pergamino particular que contiene porciones de la Torá, o instalarla en el marco de la puerta de acceso al hogar de uno.

El Dr. Aharon Lichtenstein, a partir de la codificación legal de Maimónides, elaboró una lista de ramificaciones derivadas de los siete preceptos, paralelas a los mandamientos de la Torá:
- Primer precepto: No practicar la idolatría
  - Prohibido pensar en la posibilidad de que exista una deidad que no sea Dios, el Uno y Único.
  - Prohibido hacerse, o mandar a hacer, cualquier imagen con fines de adorarla.
  - Prohibido hacer ídolos para uso de otros.
  - Prohibido hacer cualquier escultura (de las vedadas), aunque no sean expresamente con fines idolátricos.
  - Prohibido jurar por cualquier falsa deidad, ni adorarla, ni ofrendarle cualquier cosa, ni realizar ningún ritual religioso frente a un ídolo, incluso aunque no sea el acto habitual de adorarlo.
  - Prohibido adorar cualquier idolatría de acuerdo a sus ritos corrientes.
  - Prohibido sacrificar a los hijos, o hacerlos pasar por el fuego, en honor a Moloch.
  - Prohibido la práctica y consulta de Ov e Idoni (adivinación)
  - Prohibido recurrir a cualquier cosa idolátrica, sea de palabra, pensamiento, acción o cualquier otra cosa que pueda inducir a apartarse de Dios.

- Segundo precepto: No blasfemar
  - Reconocer la existencia del Eterno.
  - Reverenciar a Dios.
  - Rezarle a Dios.
  - Santificar el Santo Nombre de Dios, incluso a través del martirio.
  - Prohibido execrar el Santo Nombre de Dios, aunque se llegue al martirio.
  - Estudiar las partes permitidas de la Torá.
  - Honrar a los sabios de la Torá, y respetar a los maestros propios.
  - Prohibición de maldecir (proferir insultos).

- Tercer precepto: No robar
  - Prohibido hurtar (en secreto).
  - Prohibido robar (abiertamente).
  - Prohibido usurpar.
  - Prohibido estafar (mentir).
  - Prohibido negarse a pagar lo que se adeuda.
  - Prohibido cobrar de más.
  - Prohibido codiciar.
  - Prohibido desear lo ajeno.
  - Permitir al obrero comer de los frutos de su labor, cuando se dan determinadas condiciones reglamentadas.
  - Prohibido para el obrero comer de los frutos de su labor, cuando las condiciones no lo habilitan.
  - Prohibido para el obrero llevarse los frutos de su labor, cuando deben ser ingeridas en el lugar de trabajo.
  - Prohibido secuestrar.
  - Prohibido usar falsos pesos y medidas.
  - Prohibido poseer falsos pesos y medidas.
  - Se debe ser exacto en el uso de pesos y medidas.
  - El ladrón debe devolver, o pagar por, lo que ha robado.

- Cuarto precepto: No asesinar
  - Prohibido asesinar a cualquier persona (asesinato no es lo mismo que matar o ajusticiar).

- Quinto precepto: No mantener relaciones sexuales ilícitas
  - Prohibido copular con la madre.
  - Prohibido copular con la hermana.
  - Prohibido copular con la esposa del padre.
  - Prohibido copular con la esposa de otro hombre.
  - Prohibido copular un hombre con un animal.
  - Prohibido copular una mujer con un animal.
  - Prohibido mantener relaciones sexuales homosexuales.
  - Prohibido mantener relaciones sexuales (un hombre con su padre).
  - Prohibido mantener relaciones sexuales con el hermano del padre.
  - Prohibido ponerse en cualquier situación que pueda derivar en un acto sexual prohibido.

- Sexto precepto: No comer partes de un animal con vida
  - Prohibido comer partes de un animal que esté con vida.
  - Prohibido comer partes de un animal que haya sido matado por otro animal.

- Séptimo precepto: Establecer cortes de verdad y justicia
  - Designar jueces y oficiales de justicia en cada una de las comunidades.
  - Tratar con igualdad a los litigantes.
  - Indagar diligentemente en el testimonio de los testigos.
  - Prohibido proceder maliciosamente contra alguno de los litigantes.
  - Prohibido que el juez reciba regalos o sobornos de los litigantes.
  - Prohibido que el juez honre a uno de los litigantes en juicio.
  - Prohibido que el juez actúe movido por el temor a uno de los litigantes.
  - Prohibido que el juez llevado por su compasión favorezca a un litigante pobre.
  - Prohibido que el juez discrimine a un litigante porque sea un pecador.
  - Prohibido que el juez, llevado por su debilidad, no imponga las penas justas y apropiadas.
  - Prohibido que el juez discrimine contra el extranjero, el desamparado o el huérfano.
  - Prohibido que el juez oiga la declaración de uno de los litigantes en ausencia del otro.
  - Prohibido designar a un juez con reconocida ignorancia de la ley.
  - Prohibido incriminar bajo evidencia circunstancial.
  - Prohibido castigar por delitos cometidos bajo coerción.
  - La corte es la capacitada para administrar la pena capital.
  - Prohibido que la ley sea tomada bajo propia mano, vengarse.
  - Obligación de prestar testimonio en la corte.
  - Prohibido prestar falso testimonio.

### Profetas

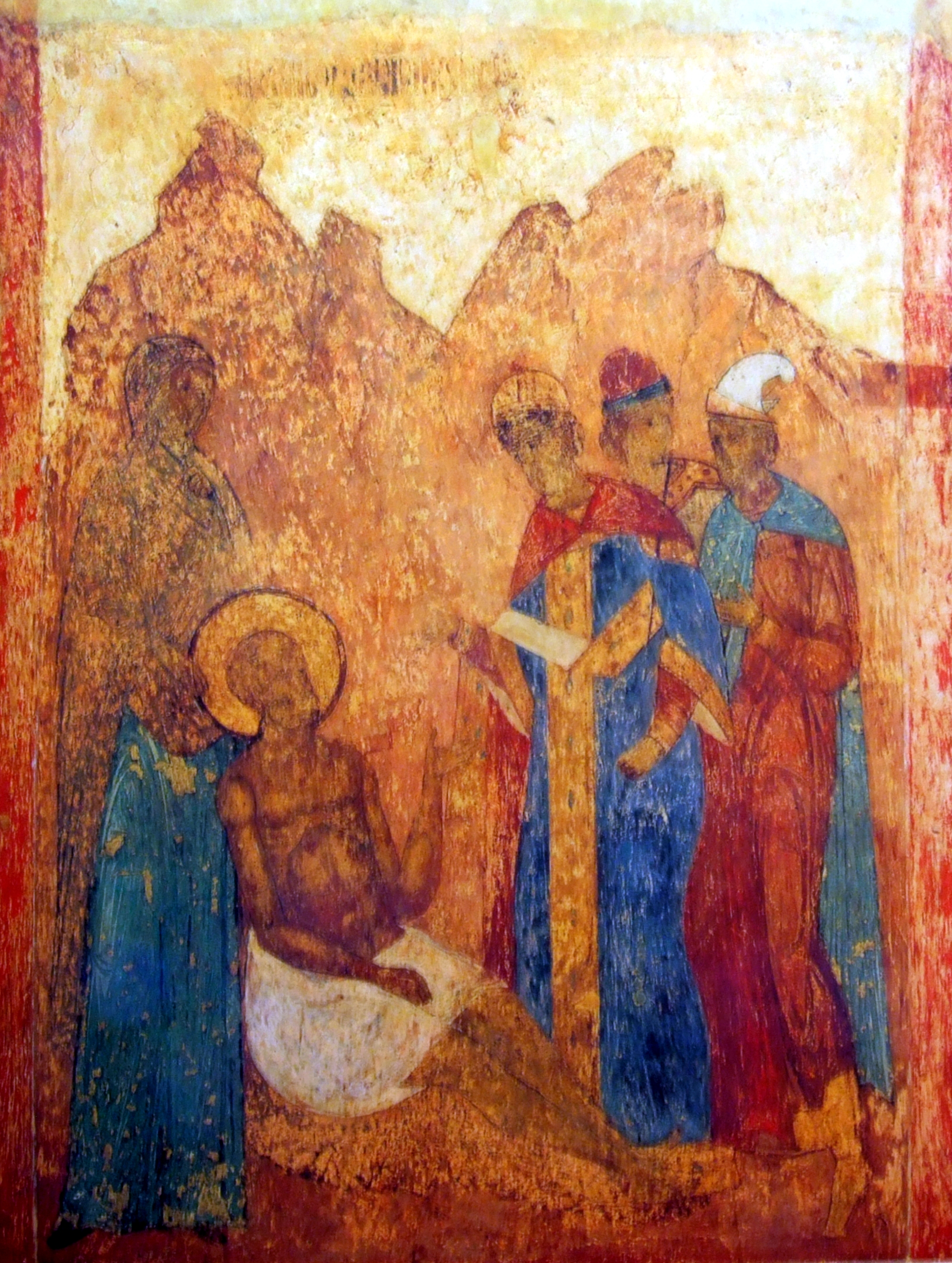
Job, Elifaz, Bildad y Zofar representados en un fresco de la Catedral de la Anunciación en Moscú.

Los noájidas creen en los profetas del judaísmo así como los profetas que fueron enviados a las naciones. El Talmud afirma que Dios envió siete profetas no-judíos a diferentes naciones, los cuales fueron: Balaam y su padre Beor que profetizaron en Moab; Job en la Tierra de Uz; Elifaz en Temán; Bildad y Zofar en Arabia; y Eliú en la tribu de Buz.

“Siete profetas profetizaron a las naciones del mundo, y son: Balaam y su padre Beor, y Job, Elifaz el Temanita, y Bildad el Shuhita, y Zofar el Naamatita, y Eliú ben Barajel el Buzita. (...) La Guemará pregunta: ¿Pero no profetizaron todos los profetas a las naciones del mundo? ¿Por qué sólo se mencionan estos siete? La Guemará responde: Allí, con respecto a los otros profetas, sus profecías principales fueron dirigidas a Israel, mientras que aquí, con respecto a estos siete profetas, sus profecías principales fueron dirigidas a las naciones del mundo.
La Guemará plantea una objeción de lo que se enseña en una baraita diferente: Había un hombre piadoso entre las naciones del mundo y su nombre era Job, y vino al mundo sólo para recibir su recompensa. El Santo, Bendito sea, le trajo aflicciones y comenzó a blasfemar y a maldecir. El Santo, Bendito sea, duplicó su recompensa en este mundo para expulsarlo del mundo venidero. Esta baraita afirma que Job no era judío, sino un gentil."
Talmud Bavli, Masejet Bava Batra 15b

### Libros

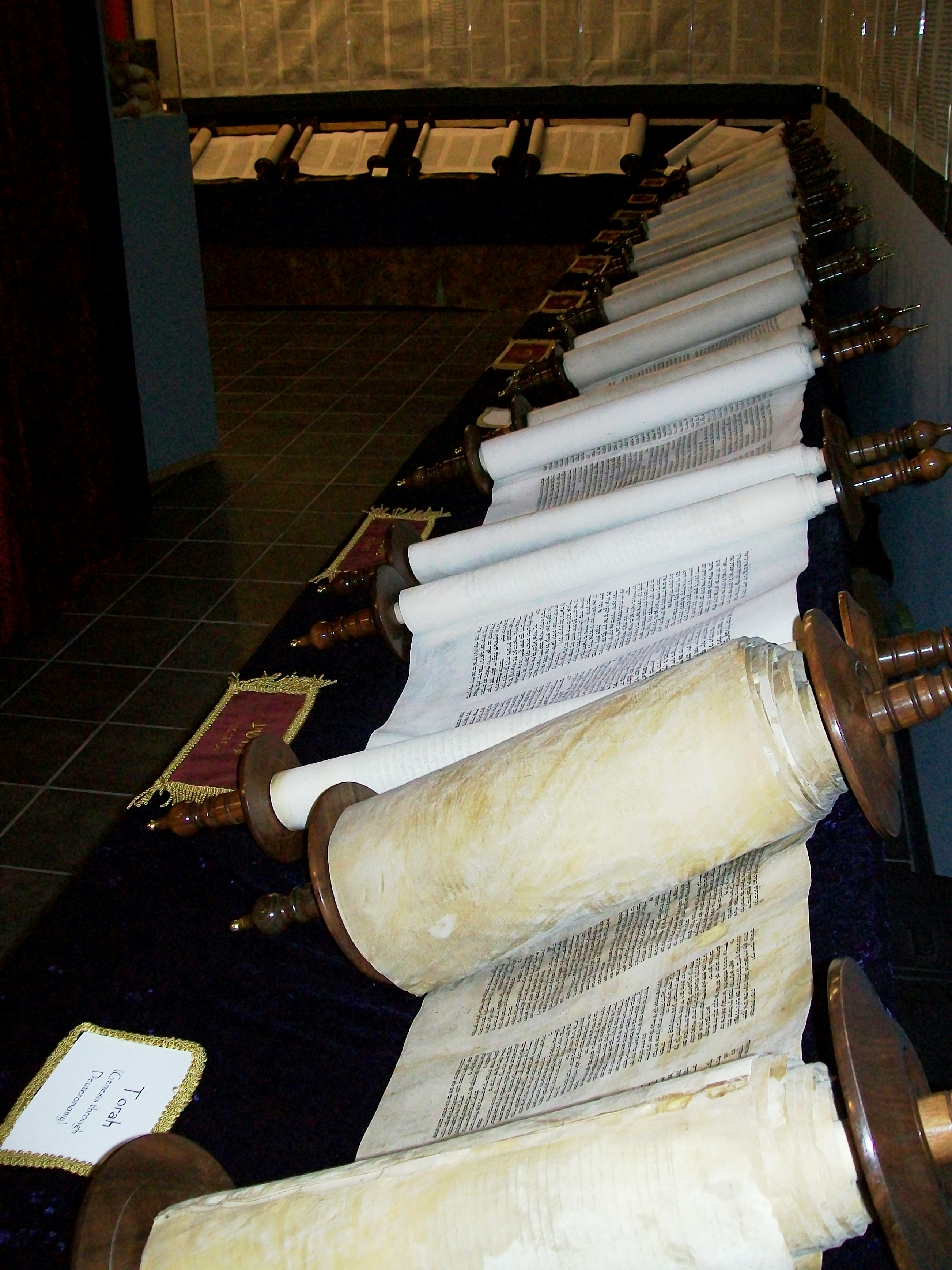
Conjunto de pergaminos que comprende todo el Tanaj.

Ciertos textos judíos son considerados sagrados:
- El Tanaj, aquella parte de la Biblia llamada Antiguo Testamento por los cristianos. Se compone de 24 libros:
  - La Torá, literalmente “la Doctrina” (llamada Pentateuco por los cristianos; los cinco primeros libros de la Santa Biblia), es considerada de origen divino, y es denominada por la tradición judía y noájida como la “Torá Escrita” (Torá shebijtav - תורה שבכתב).
  - Los Neviim o Libros de los Profetas.
  - Los Ketuvim (literalmente “Los Escritos”).
- La Mishná, es una recolección de las tradiciones orales judías, es así mismo una exégesis de la Torá, ambas Torás, tanto la escrita como la oral, fueron entregadas según la creencia judía  y noájida directamente al profeta Moisés por Dios en el Monte Sinaí, ambas fueron transmitidas oralmente de generación en generación, y fueron compiladas al cabo de varios siglos por el Rabino Yehudá Hanasí, el Príncipe, en la Mishná durante el siglo II de la Era Cristiana.
- El Talmud, formado por un voluminoso corpus doctrinal de interpretaciones y comentarios atribuidos a los sabios Amoraim, estudiosos que vivieron en el siglo IV. Comúnmente, como parte del Talmud se entiende también los comentarios posteriores cuyo origen se remonta a la Edad Media, entre los que destacan los comentarios del Rabino Shelomó Yitzjaki (Llamado Rashi, por sus iniciales en hebreo).

En la Edad Media surgen dos obras fundamentales de la leyes de Noé:
- El Mishné Torá de Maimónides, llamado en hebreo Moshé Ben Maimón y en árabe Musa ibn Maymun (o incluso Rambam, por sus iniciales).
- Orjot Tzadikim (Los caminos de los justos), originalmente llamado Sefer Ha-Middot, es un libro de enseñanzas éticas y cabalísticas, escrito en Alemania en la Edad Media, posiblemente por el rabino Lipmann Mühlhausen. Este texto, sigue la estructura de "La mejora de las cualidades morales" de Salomón ibn Gabirol y agrega enseñanzas del Rambam y otros. El trabajo aboga por mejorar el carácter de uno y ejercitar el equilibrio en la vida mediante la cábala y el misticismo.

Actualmente se tiene libros exclusivos para noájidas:
- El Camino del Gentil Justo, un libro introductorio a las leyes de Noé, escrito por Chaim Clorfene y Yakov Rogalsky.
- Brit Shalom, compendio de las leyes de Noé similar al Shulján Aruj, escrito por el rabino Uri Sherki.[47]
- Cábala para las naciones, un libro de Cábala escrito por el rabino Yitzchak Ginsburgh.

### Festividades
Shabbat (Día séptimo)
Durante los tiempos del Segundo Templo, los ger-toshav (no-judíos) que habitaban Israel y que habían aceptado formalmente la obligación de respetar las leyes de Noé frente a un tribunal judío aceptaban la obligación de defender y mantener el Shabbat, por lo que existen opiniones que incluso en la actualidad los noájidas se encuentran en la misma categoría del ger-toshav, y deben respetar Shabbat, otras opiniones indican que el noájida debería abstenerse de trabajar, dentro de sus posibilidades. Todas la opiniones concluyen que el noájida no debe observar el Shabbat en la forma que un judío lo hace, es decir realizar los mismos ritos y no debe dar ocasión para que un judío rompa el Shabbat.
Rosh HaShaná (Día del Juicio)
Rosh Hashaná significa el comienzo de un nuevo año, que es conmemorado el primer día de Tishrei. Es conocido como "Día del Juicio" puesto es el día en que el Dios juzga a cada persona según sus hechos, individualmente y sin necesidad de intermediarios, para revisar su conducta e inducir al arrepentimiento y a la corrección. Para el noájida es un día de arrepentimiento y de una profunda reflexión interna acerca de lo que una persona ha hecho durante el año.
Yon Kipur (Día de la expiación)
Para el noájida, Yon Kipur es un día de arrepentimiento sincero, a diferencia de los judíos no pueden realizar ayuno. 
Janucá (Fiesta de las luminarias)
El noájida celebra Januca, en conmemoración de la victoria del judaísmo sobre el helenismo, ya que, esta victoria le mostró al mundo la fuerza de la fe de los israelitas en el Dios, su verdadera devoción a la Torá y sus mandamientos. Es también un momento de oración especial para la restauración del Tabernáculo, el Templo y el culto divino.
El Talmud sugiere que Janucá es una manifestación de la festividad del solsticio de invierno, que es el momento en que los días dejan de acortarse y comienzan a alargarse. El Talmud relata la historia de Adán, el primer hombre, que vio ponerse al sol por primera vez en su vida y entró en pánico, y conectan esta historia con la festividad del solsticio de invierno. Según el relato, el primer año ayunó durante ocho días, y luego —al comenzar a alargarse los días nuevamente— festejó durante otros ocho; pero el segundo año, al comprender que este era el orden natural, solo festejó. La Janucá acontece alrededor del 22 de diciembre, fecha del solsticio en el hemisferio norte. Este relato explicaría el motivo central de la festividad: el encendido de luminarias, que simboliza la expulsión del invierno.
Sucot (Fiesta de las Cabañas o de los Tabernáculos)
Actualmente los noájidas solo conmemoran esta festividad, mas no se celebra Sucot a la manera que la celebran los judíos con la peregrinación, se afirma en el Libro de Zacarías (14:1-21) que después de que el Templo sea restaurado, durante la festividad de Sucot todas las naciones del mundo peregrinarán a Jerusalén para postrarse ante Dios.
Shavuot
Esta Fiesta conmemora la entrega de la Torá, suele ser celebrado con una cena festiva después de la puesta del sol, día reservado para el estudio de Torá y de las leyes de Noé.
Pesaj (Pascua)
En la víspera del primer día de Pesaj, los noájidas celeban con una comida festiva con matzá y vino en honor de la libertad.  

### Rezos
Cuando un noájida ora, ciertamente obtiene recompensa, como aprendemos del Profeta Isaías: “Mi Morada será declarada una casa para todas las naciones del mundo” (Isaías 56:7). Aún cuando no se encuentra obligado a involucrarse en la plegaria, es evidente que un noájida cumple un precepto cuando ora.
Cuando un noájida se ve presionado por una emergencia personal, se espera definitivamente que rece a Dios, tal plegaria demuestra una creencia básica en Dios, exhibiendo la confianza de que solo Él es Quién da el sustento y que solo Él sana. Aquél que no ora a Dios en época de necesidad demuestra que no cree en Él sino en otras fuerzas.
Aquí la pregunta surge: ¿Si un noájida ora solo en pensamientos merecerá recompensa o debe orar verbalmente? Concluimos que no será recompensado por una plegaria mental porque esta no es realizada en la manera apropiada. Puesto que la plegaria establece un lazo entre el ser físico y un Dios de modo personal, uno debe usar lo físico para crear este lazo, es decir, una plegaria verbal (moviendo los labios y produciendo voz).
La plegaria noájida no debe consistir en meras súplicas sino que deberá también incluir alabanzas a Dios.
El acto y la experiencia de orar a Dios (y es obvio que está prohibido orar a cualquier otro ser que no sea únicamente Dios) presenta niveles sin límites. Cuando uno suplica a Dios por sus necesidades y deseos, o por ayuda en época de peligro o estrés, o cuando se realiza una plegaria profunda y meditativa (a fin de elevarse espiritualmente), es siempre una experiencia mística, una comunión con el (Mismísimo) Creador del alma de quien ora. A través de la plegaria el hombre puede despojar de su conciencia todo materialismo y asuntos físicos, separándose a sí mismo de su naturaleza animal, llegando a ser totalmente un ser espiritual. Por intermedio de la plegaria, uno puede alcanzar un nivel cercano al de la profecía.
Y el Rey David escribió: “Alaben al Eterno, todas las naciones, exáltenlo todos los pueblos” (Salmos 117:1). Este verso de los Salmos se refiere específicamente a los Hijos de Noé.
Está estrictamente prohibido rezarle a cualquier persona, animal o cosa como forma de llegar al Creador, únicamente se debe rezar a Él, queda prohibida el animismo, la creencia de que un hombre puede ser una extensión o parte del Creador de Universo, ya que es idolatría hacer cosas así.
Queda prohibido invocar a una persona, animal o cualquier cosa que no sea el Creador del Universo (Boré Olam) en la oración o rezo.
La oración, rezo o cántico debe estar dirigida únicamente al Creador.
La oración, rezo o cántico debe empezar con alabanza, ya que cuando nos dirigimos al Creador estamos invocando al Rey del Universo (Mélej HaOlam).
La oración, rezo o cántico debe expresar agradecimiento.

### Sacrificios
A diferencia de los judíos, los noájidas pueden realizar algunos servicios religiosos inaccesibles para los judíos.  En el caso de los sacrificios, un judío tiene prohibido hacer sacrificios en cualquier lugar fuera del Templo de Jerusalén, y dado que el Templo está destruido, no se pueden hacer sacrificios. Mientras que para un no judío no existe tal prohibición. Esto significa que los noájidas ciertamente puede hacer tal sacrificio en cualquier lugar. Según Maimónides, los no-judíos, tienen derecho a ofrecer su sacrificio a Dios. Tales sacrificios se ofrecen en una plataforma elevada, en un altar.

#### Bases teológicas, controversia y procedimiento para el sacrificio
1. Los sacrificios animales, como ofrendas a Dios, son vistos por el hombre moderno como una práctica cruel y primitiva, lo cual contrasta con el hecho de que las almas más elevadas que han vivido (Adán y Noé; Abraham, Isaac y Jacob; Moisés y Aarón; David, Salomón y Samuel) así como miles de exaltados seres humanos, ofrecieron sacrificios animales a Dios.
La razón por la que el hombre carece de la sensibilidad y entendimiento necesarios para comprender los sacrificios animales data del período previo a la construcción del Segundo Templo. Era un tiempo en que la idolatría campeaba. Se podría decir que el hombre realmente sentía ansias de idolatría. La situación llegó a ser tan desesperada que los Sabios de Israel oraron a Dios para que removiera del hombre tal profunda compulsión por la idolatría. Cuando las oraciones fueron aceptadas, se vio estallar a un león de fuego por delante del Lugar Santísimo. Los Sabios entendieron la respuesta de Dios. Puesto que él había creado el mundo de manera que lo bueno y lo malo estuvieran perfectamente equilibrados (para concederle al hombre libre albedrío), cuando el deseo por idolatría fue removido, el balance se mantuvo al quitar del hombre el entendimiento de los sacrificios.
En resumen: ofrecer un sacrificio animal simbolizaba la subyugación y destrucción de la naturaleza animal del hombre. El animal era faenado y entonces incinerado sobre el altar, reduciéndolo a sus elementos (que ascendían a lo alto). A través de este proceso, una persona era capaz de nulificar su ser animal, acercándose entonces a Dios. De hecho, en hebreo la palabra para sacrificio es korbán que viene de la raíz karav, que quiere decir cerca, puesto que el korbán acercó al hombre a Dios.
A partir del tiempo de la destrucción del Santo Templo en Jerusalén, se les prometió a los judíos que el estudio de las leyes referentes a los sacrificios y la oración serían aceptadas por Dios en lugar de los sacrificios (en sí mismos), como está escrito, “Rendiremos las oraciones de nuestros labios en vez del sacrificio de bueyes” (Oseas 14:2).
¿Qué hay de los Hijos de Noé? En los tiempos del Santo Templo, los justos entre ellos, quienes seguían las Siete Leyes Universales, tenían permitido residir en la tierra de Israel e ingresar al Templo para ofrecer sacrificios a Dios. Más aún, los sacerdotes judíos ofrecían sacrificios a favor de las naciones de la tierra, siendo el mejor ejemplo los setenta bueyes que se ofrecían durante la festividad de Sucot, el Festival de las Cabañas.
Si después de la destrucción del Santo Templo los judíos podían ofrecer sacrificios a Dios de una manera espiritual (mediante la oración y el estudio), ¿qué hay de los noájidas? ¿qué pueden hacer?
La respuesta es una gran sorpresa. A pesar de que un judío tiene prohibido ofrecer sacrificios en un lugar que no sea el Santo Templo, un noájida, en la opinión de muchas autoridades, tiene permiso para construir altares privados y presentar allí ofrendas a Dios aún hoy en día.
Nota: De ninguna manera esto implica desmotivar el rezo a Dios entre los noájidas.
Aun cuando las leyes referentes a los sacrificios son realmente complejas y que, por tanto, quedan fuera del alcance de este artículo, los siguientes puntos son una breve reseña de sus principios generales.
2. Durante los tiempos en que el Santo Templo estuvo en pie en Jerusalén, un noájida tenía permiso para traer un korbán olá, una ofrenda a ser consumida totalmente por el fuego.
3. Un noájida tiene permitido presentar animales salvajes que sean espiritualmente limpios, como lo son aquellos de la familia de los venados o ciervos así como también animales domésticos espiritualmente impuros. Por espiritualmente limpios se entienden aquellos animales que tienen pezuñas partidas y rumian sus alimentos. También podría traer aves limpias, incluso gallos. Pollos y animales salvajes espiritualmente limpios son aceptables solo cuando el noájida los presenta en su altar privado. Cuando trae una ofrenda a Dios en el Santo Templo, deberá (sin remedio) corresponder a aquellas categorías prescritas por la Torá y la Ley Judía.
4. La ofrenda de un noájida deberá (sin remedio) tener todos sus miembros para que sea válida. Otras tachas y desfiguramientos menores no provocan la invalidez de la ofrenda. Esta indulgencia se aplica solo cuando el sacrificio es ofrecido en un altar privado. Cuando los Hijos de Noé traen sacrificios al Santo Templo, serán aceptables solo si cumplen con los criterios de una ofrenda judía.
5. Los Hijos de Noé podrían construir altares y ofrecer sacrificios como ofrenda en cualquier lugar.
6. Uno podría ofrecer sacrificios del tipo korbán olá, ofrenda encendida, como una muestra del deseo por conectarse con el Dios de Israel. Esta ofrenda es completamente consumida por el fuego y está entre lo más santo de los sacrificios. El animal recibe muerte en el lado norte del altar, y se recoge su sangre en un vaso (para el servicio) en el lado norte del altar. Su sangre es entonces salpicada hacia la esquina nororiental del altar, esparciéndola de esa manera a lo largo de las cuatro paredes. Estos sacrificios requieren que la espaldilla del animal sea entregada a los kohanim (sacerdotes judíos). La carne del animal ha de ser entonces desollada y cortada en pedazos antes de que sea completamente consumida por el fuego del altar.
7. Puesto que la mayoría de las autoridades de hoy en día prohíben que los kohanim acepten su porción de las ofrendas sacrificiales, existe duda respecto a la permisibilidad de estos sacrificios por parte de los Hijos de Noé.
8. Quien, con conocimiento de causa, ofrece un sacrificio que carece de validez, amerita castigo.
9. Algunas autoridades sostienen que si un noájida ofrece un sacrificio de un animal que ha perdido un miembro, transgrede un mandamiento positivo; pero no es una transgresión de una de las Siete Leyes de los Hijos de Noé (lo cual ameritaría castigo por parte de las cortes de ley). Otros dicen que no hay para nada transgresión, pero que el sacrificio simplemente es considerado no-válido.

## Organizaciones internacionales

### Alto Consejo Bnei Noaj
El Alto Consejo de Bnei Noaj está formado por un grupo de noájidas, que a pedido del Nuevo Sanedrín, se reunieron en Jerusalén el 10 de enero de 2006, para ser reconocidos como una organización internacional noájida, con el propósito de servir como un puente entre el "naciente Sanedrín" y las comunidades noájidas de todo el mundo.

### Brit Olam - Centro Noájida Mundial
El Brit Olam - Centro Noájida Mundial, es un centro que opera desde Jerusalén para brindar orientación a noájidas en todo el mundo. El centro fue establecido en 2011, por el rabino Uri Sherki, a raíz de las solicitudes de noájidas en busca de orientación rabínica.

### Consejo Unido Noájida
El Consejo Unido Noájida, fue fundado en el año 2006 por Billy Jack Dial para servir a las necesidades de los noájidas en todo el mundo. Tiene la cobertura y apoyo referencial del Sanhedrín recientemente restablecido. Tiene como meta principal coadyuvar a un Consejo General democrático que represente los intereses y necesidades de todas las comunidades noájidas. Posteriormente conformar el Consejo Supremo Unido Noájida compuesto por jueces noájidas calificados que se habrán graduado de una yeshiva noájida en Israel.

## Corrientes
Las corrientes noájidas se caracterizan por llevar buenas relaciones entre sí, constituyen solo corrientes de pensamiento, es así que se formaron comunidades noájidas con corrientes de pensamiento mixtas, cada corriente de pensamiento se diferencia por el enfoque y por la orientación rabínica que reciben, pero teniendo todas en común seguir las Leyes de Noé. 

“Un camino es tuyo. El otro es mío. Tu viajas por el tuyo, yo viajo por el mío
y en esto será encontrada la verdadera unidad: el Único Dios es encontrado a lo largo de ambas rutas porque el Único Dios proveyó ambas”
El Camino del Gentíl Justo

### Breslev
La corriente de Breslev sigue las enseñanzas de Rabí Najman de Breslev, poniendo gran énfasis en servir a Dios a través de la sinceridad del corazón y con mucha alegría, siguiendo la enseñanza central de Najman: "Es una gran mitzvá (mandamiento o buena acción) estar siempre feliz". Otra enseñanza principal es respecto a la emuná (fe) como un medio para la teshuvá (arrepentimiento) y que todo judío o noájida en cualquier nivel del servicio Divino debe anhelar constantemente regresar a Dios, sin importar qué tan alto o bajo esté situado en el escalón espiritual, así como la práctica de meditación u oración no estructurada denominada hitbodedut (literalmente, "autoaislamiento"). Durante hitbodedut, el individuo vierte sus pensamientos y preocupaciones a Dios en su lengua materna, como si hablara con un amigo personal cercano. El objetivo es establecer una relación personal cercana con Dios así como una comprensión más clara de los motivos y metas personales de uno.

### Jabad
La corriente de Jabad en la actualidad sigue las enseñanzas de Rebe de Lubavitch, enfocada en la difusión de las leyes de Noé, con la creencia de alcanzar la santidad a través de la práctica y estudio de los preceptos noájidas. Según la opinión del rabino Rabino Moishe Weiner y otros rabinos de Jabad-Lubavich, los noájidas solo deben guardar las siete leyes de Noé, el resto de los mandamientos del judaísmo no se aplican a ellos. Esto significa que los noájidas no deben observar Sabbat, ni estudiar porciones de la Torá que no tengan relación con las Leyes de Noé.

### Gal Einai
Organización vinculada a Jabad, tiene como líder al rabino Yitzchak Ginsburgh, se caracteriza por la enseñanza de la cabalá.

### Brit Olam
En Israel, bajo el liderazgo del rabino Ury Sherki, se creó Brit Olam - World Noahide Center, adhiriéndose a un enfoque en expansión de las posibilidades de conectar completamente a los noájidas con el judaísmo en todos los aspectos. Esta corriente busca centralizar a los movimientos noájidas de todo el mundo. La opinión del Consejo Rabínico de Brit Olam, que es además de cumplir las Siete Leyes de Noé, un noájida opcionalmente puede cumplir con otras mitvot que le sean beneficiosas, celebrar fiestas judías y estudiar Torá.

## Relación con otras religiones o pensamientos

### Judaísmo
En el judaísmo, las siete leyes de Noé (en hebreo: שבע מצוות בני נח, Sheva Mitzvot B'nei Noaj ) son un conjunto de preceptos que según el Talmud fueron entregados por Dios a todos los descendientes de Noé, es decir, a toda la humanidad. Según la halajá, los no-judíos no están obligados a convertirse al judaísmo, para asegurar un lugar en el "Mundo Venidero". Según el Talmud, las siete leyes le fueron dadas primero a Adán y luego a Noé.
La Enciclopedia Talmudit , editada por el rabino Shlomo Yosef Zevin, afirma que después de la entrega de la Torá , el pueblo judío ya no estaba incluido en la categoría de los hijos de Noé; sin embargo, Maimónides indica que los siete mandamientos también son parte de los 613 mandamientos que deben guardar los judíos.
La Torá y el Talmud establecen que los judíos están obligados en todo cosas en las que los noájidas están obligados, aunque con algunas diferencias en los detalles.

Dado que se han mencionado las leyes de los descendientes de Noé, se presenta una discusión completa de los mandamientos noajidas. Los Sabios enseñaron en una baraita : A los descendientes de Noaj, es decir, a toda la humanidad, se les ordenó observar siete los mandamientos: El mandamiento de establecer tribunales de juicio; y la prohibición de bendecir, es decir, maldecir, el nombre de Dios; y la prohibición de la adoración de ídolos; y la prohibición de las relaciones sexuales prohibidas; y la prohibición del derramamiento de sangre; y la prohibición del robo; y la prohibición de comer una extremidad de un animal vivo.
Talmud Masejet Sanhedrín 56b

Algunos judíos que siguen el judaísmo ortodoxo aseguran que los noájidas pueden observar de manera voluntaria cualquiera de los 613 mandamientos, sin embargo es prohibido para los gentiles cumplir ciertos mandamientos, prescritos únicamente para el pueblo judío como:
- Observar el Shabat a la manera de los judíos (descansando de las acciones practicadas para la construcción del Tabernáculo durante el Éxodo de Egipto).
- Observar las festividades judías a la manera de los judíos (descansando de forma similar al Shabat).
- Estudiar aquellas partes de la Torá que no se aplican al servicio noájida para con Dios.
- Escribir un rollo de Torá (los Cinco Libros de Moisés) o recitar una aliá en la Torá (i.e., leer una porción de la Torá en una reunión pública).
- Hacer, escribir o vestir tefilín, las filacterias que se usan durante el rezo judío y que contienen porciones de la Torá.
- Escribir una mezuzá, sobre un pergamino particular que contiene porciones de la Torá, o instalarla en el marco de la puerta de acceso al hogar de uno.
- Vestir kipá excepto cuando rece o se esté en una sinagoga o en el Kotel, así como en cualquier momento está prohibido llevar tzitzit ya que estos son exclusivos del pueblo judío.

El Rebe de Lubavitch, en muchas ocasiones animó a sus seguidores a difundir las Siete Leyes de Noé, dedicando algunos de sus discursos a las sutilezas de esta doctrina. Asimismo, el Gran Rabinato de Israel apoya la organización y difusión de las leyes noájidas, recibiendo apoyo de los rabinos mayores, tanto como el gran rabino asquenazí David Lau y el gran rabino sefardí es Yitzhak Yosef.
En la actualidad las comunidades noájidas a menudo están asociadas a comunidades judías locales, también se crearon varias organizaciones mundiales para coordinar las actividades y fortalecer el vínculo entre comunidades entre ellas y las comunidades judías. Las principales organizaciones mundiales son Academias Unidas de Noajidas, el Alto Consejo de B'nei Noah, el Consejo Unido Noájida y Brit Olam - Centro Noájida Mundial.

### Cristianismo
Un rabino del siglo XVIII, Jacob Emden, planteó la hipótesis que Jesús y sus discípulos tenían la intención de pedir a los gentiles que guarden las Siete Leyes de Noé mientras pedían a los judíos que guardaran las Leyes de Moisés en su totalidad.Según Emdem, en el cristianismo primitivo, no se tenía la intención de abolir el judaísmo sino sólo se intento establecer una nueva religión para los gentiles a partir de ese momento, tampoco nueva si no una antigua, el noajismo, siendo su base fundamental las Leyes de Noé, las cuales habían sido olvidadas.
El artículo de la Enciclopedia Judía sobre el Nuevo Testamento dice:

Porque grande como fue el éxito de Bernabé y Pablo en el mundo pagano, las autoridades de Jerusalén insistían en la circuncisión como condición de admisión de miembros en la iglesia, hasta que, por iniciativa de Pedro y de Santiago, la cabeza de la iglesia de Jerusalén, se acordó que la aceptación de las Leyes de Noé (es decir, en relación con la evitación de la idolatría, la fornicación, y el consumo de carne cortada de un animal vivo) debía exigirse de los paganos deseosos de entrar en la Iglesia.

En el Concilio Apostólico de Jerusalén registrado en el libro de Hechos en el versículo 15, se decidió que los gentiles que se unían a las comunidades cristianas no estaban obligados a seguir las Leyes de Moisés, lo que se ve comúnmente como una conexión con a las Siete Leyes de Noé.

Por lo tanto, yo considero que debemos dejar de ponerles trabas a los no-judíos que se convierten a Dios. Más bien debemos escribirles que se abstengan de lo contaminado por los ídolos, de la inmoralidad sexual, de la carne de animales estrangulados y de sangre. En efecto, desde tiempos antiguos Moisés siempre ha tenido en cada ciudad quien lo predique y lo lea en las sinagogas todos los sábados.
Hechos 15:19-21

El 20 de marzo de 2007, en el Informe de la reunión bilateral entre la Iglesia Católica y el Gran Rabinato de Israel, se citó las leyes de Noé:

Dios ha creado a la persona humana como un ser social que, por definición, pone límites a la libertad humana individual. Además, la libertad de elección se deriva de Dios y, por lo tanto, no es absoluta, sino que debe reflejar la voluntad y la ley divinas. Por consiguiente, los seres humanos están llamados a obedecer libremente la voluntad Divina manifestada en la Creación y en Su palabra revelada.

La tradición judía enfatiza que el Pacto de Noájida (véase Génesis 9:9-12) contiene el código moral universal que incumbe a toda la humanidad. Esta idea se refleja en las escrituras cristianas en el libro de Hechos 15:28-29.

En el Libro de los Jubileos, libro canónico en la Biblia de la Iglesia ortodoxa de Etiopía se hace una referencia a las leyes de Noé:

Y en el vigésimo octavo jubileo, Noé comenzó a imponer a los hijos de sus hijos las ordenanzas y los mandamientos, y todos los juicios que él conocía, y exhortó a sus hijos a guardar la justicia, a cubrir la vergüenza de su carne y a bendecirlos. su Creador, y honra a padre y madre, y ama a su prójimo, y guarda sus almas de la fornicación, la inmundicia y toda iniquidad. Porque debido a estas tres cosas vino el diluvio sobre la tierra ... Porque cualquiera que derrame sangre de hombre, y cualquiera que coma sangre de cualquier carne, todos serán destruidos de la tierra.
Jubileos 7: 20-28

### Islam
En el Islam existe un concepto similar al noajismo, denominado como "hanif" (en árabe: حنيف , ḥanīf, que significa "inclinarse, declinar" ), una religión monoteísta innata, que "no asocia" a Dios con otras deidades, ni astros, ni ídolos. Los hanif eran personas monoteístas que mantenían principios básicos, que no eran judíos, ni cristianos, ni musulmanes. 
Oxford Islamic Studies Online define a ḥanif como "alguien que es completamente recto en todos sus asuntos, como lo ejemplifica el modelo de Abraham"; y que antes de la llegada del Islam "el término se usaba [...] para designar a las personas piadosas que aceptaban el monoteísmo pero no se unían a las comunidades judía o cristiana".

¡Profesa la religión como hanif, según la naturaleza primigenia que Dios ha puesto en los hombres! No cabe alteración en la creación de Dios. Esa es la religión verdadera, pero la mayoría de los hombres no lo saben.
Corán 30:30

Se considera que el evento de la entrega de las siete leyes universales también se encuentra registrado también en el Corán:

Adán recibió palabras (órdenes) de su Señor y se volvió a él. Él (Dios) es Indulgente, el Misericordioso.
Corán 2:37

Os ha prescrito en materia de religión lo que ya había ordenado a Noé, lo que Nosotros te hemos revelado y lo que ya habíamos ordenado a Abraham, a Moisés: “Que rindáis culto y que esto no os sirva de motivo de división!” A los asociadores les resulta difícil aquello a que tú les llamas. Dios elige para Sí a quien Él quiere y dirige a Él a quien se arrepiente.
Corán 42:13

Para Maimonides, los musulmanes no son considerados idolatras, por tanto un judío o noájida puede visitar una mezquita, pero no una iglesia, puesto que hizo una resolución que los musulmanes y los judíos creen en el mismo Dios. 

Estos ismaelitas [es decir, los musulmanes] no son idólatras en absoluto. La han erradicado de sus bocas y corazones. Unifican a Dios sin cuestionar…Del mismo modo todos los musulmanes contemporáneos, incluidas las mujeres y los niños. Las creencias idolátricas han sido erradicadas y sus errores y tonterías se manifiestan en otros ... En cuanto a la unidad de HaShem, no están en ningún error en absoluto.
Maimonides, Responsa 159:3

Sin embargo son considerados infieles de la Torá, puesto que los musulmanes creen que los mandamientos de la Torá caducaron o están corruptos:

Existen tres tipos de Infieles en la Torá: Uno que dice que la Torá no es del Eterno, ni siquiera un versículo, ni siquiera una letra, si él dice que Moisés lo dijo por su cuenta, eso es negar la Torá. Y de manera similar, alguien que niega la interpretación de la Torá, que es la Torá Oral, y niega a sus transmisores, como Tzadok y Beotius. Y uno que dice que el Creador cambió este mandamiento por otro, y que la Torá ha sido anulada, aunque es del Eterno, como los notzrim (cristianos) y como los de la Hégira (musulmanes). Cualquiera de estos es un Kofer (Infiel) de la Torá.
Mishne Torá, Jiljot Teshuva 3:17

Para los musulmanes en la mayoría de sus interpretaciones a la Ley islámica, los no-musulmanes pueden ingresar a las mezquitas siempre que no duerman ni coman allí, por otro lado para la corriente islámica de Malikí no se permite el ingreso de los no-musulmanes a mezquitas bajo ninguna circunstancia.

### Drusismo

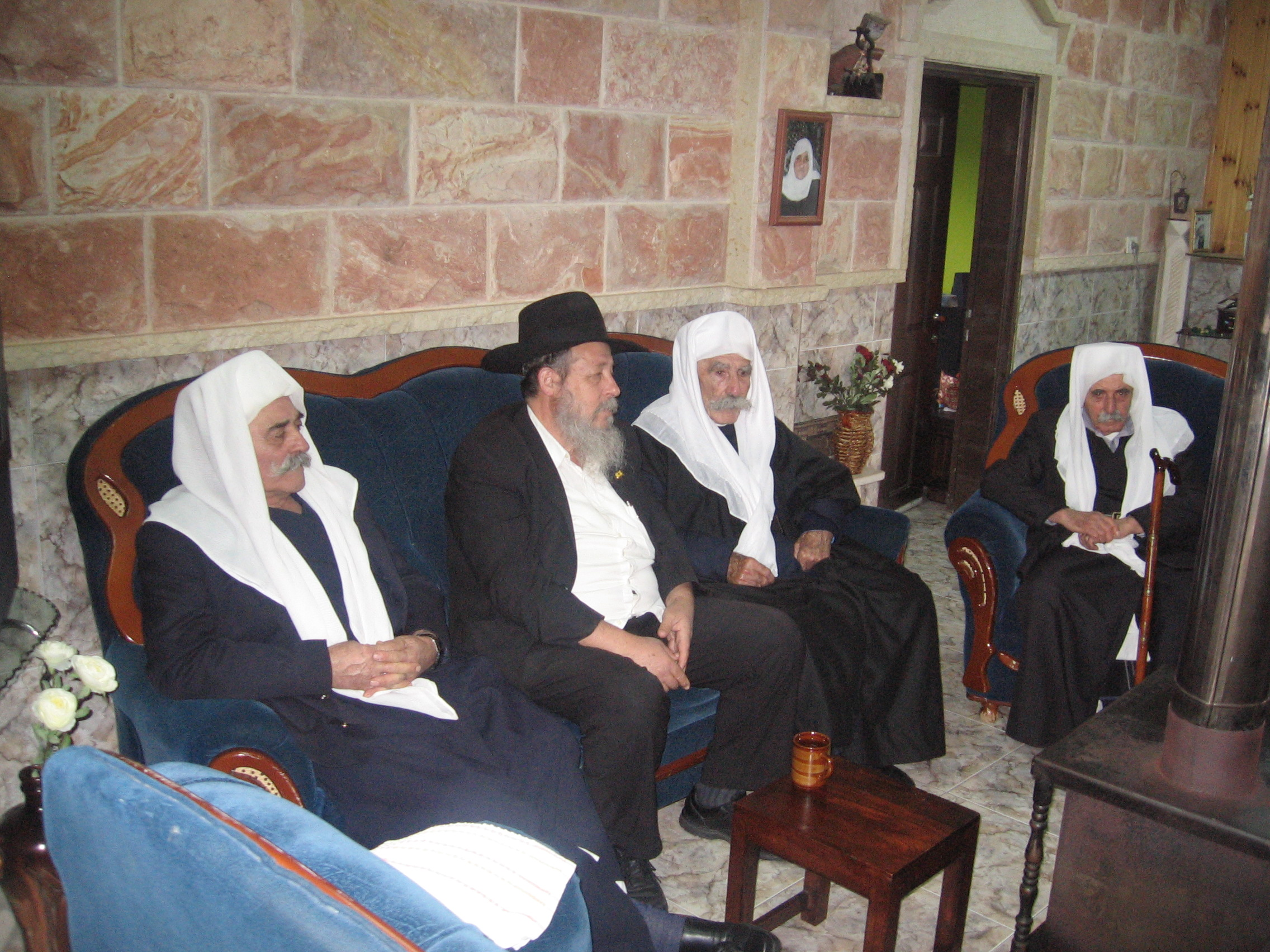
Emisarios de Jabad conversando sobre las leyes de Noé con líderes drusos.

En enero de 2004, el líder espiritual de la comunidad drusa en Israel, Sheikh Mowafaq Tarif, se reunió con un representante de la organización judía Jabad-Lubavitch para firmar una declaración en la que llamaba a todos los no judíos que habitan en Israel a observar las Leyes de Noé; el alcalde de la ciudad árabe de Shefa-'Amr también firmó el documento.

### Budismo
El rabino Daniel Sperber, escribió un libro sobre los seguidores del budismo, quien según su opinión la ética budista sigue las Siete leyes de Noé.

### Makuya
El rabino Yisrael Ariel de la ciudad israelí de Yamit, alentó las conexiones con el movimiento religioso japonés Makuya, a quienes considera que guardan los siete mandamientos. 

### Masonería
Dentro de la masonería, el término el "noaquita"  tiene relación con el noajismo. El patriarca masónico, Noé es mencionado en las Constituciones de Anderson, tanto en la primera versión de 1723 como en el documento de 1738. En la edición de 1723 sostiene que el masón debe observar la ley moral “como un verdadero descendiente de Noé”. Por otra parte, en la versión revisada de 1738, se llega a afirmar que “un masón está obligado por su condición a observar la ley moral, como verdadero Noaquita”.
Por su parte, Lawrence Dermoff, Gran Maestre de la Gran Logia de los Ancient York Masons (1752), consideraba a los términos "masón" y "noaquita" como sinónimos.
El texto masónico denominado como York Constitution (926 d. C.), que fue redactado y promulgado por el rey Athelstane de Inglaterra, en un acápite titulado “Las leyes u obligaciones presentadas ante sus Hermanos Masones por el príncipe Edwin” se lee el siguiente artículo: 

“La primera obligación es honrar sinceramente a Dios y obedecer las leyes de los noaquitas, pues ellas son leyes divinas que deben ser obedecidas por todo el mundo. Por tanto, ustedes deben evitar todas las herejías y no pecar contra Dios”.

El erudito masón Andrew Michael Ramsay (1686- 1743), autor del conocido discurso sobre el origen de la Orden, decía:

“La Francmasonería es, realmente, la resurrección de la religión noaquita, aquella del patriarca Noé, la religión anterior a todo dogma que nos permite superar las diferencias y las oposiciones de los distintos credos”.

### Ateísmo
En el libro Brit Shalom sobre las leyes de Noé, indica que el noájida no tiene una ley que le obliga de creer en Dios, sino que solo existe la prohibición de hacer idolatría, por lo que el ateísmo no es incompatible con la leyes de Noé, puesto que el ateo rechaza cualquier forma de idolatría.